# Sopronhorpács
Sopronhorpács község Győr-Moson-Sopron vármegyében, a Soproni járásban.

## Fekvése
A Nyugat-magyarországi peremvidék nyugati kavicstakarós peremén, a Répce-síkon fekszik, közvetlenül az osztrák határ mellett, attól 5 kilométerre. Éghajlata mérsékelt, ám mivel hatással van rá az Alpok közelsége, így csapadékosabb, szelesebb és kissé hidegebb is az országos átlagnál. A napfénytartam évi átlaga 1900 óra, az évi középhőmérséklet 10 °C fok, a csapadék átlagos mennyisége pedig 625 mm/év.
A szomszéd települések az államhatár magyar oldalán: észak felől Sopronkövesd, kelet felől Völcsej, dél felől Egyházasfalu, délnyugat felől Zsira, nyugat felől pedig Und. Osztrák területen a két legközelebbi település Füles (Nikitsch) és Malomháza (Kroatisch Minihof).

### Megközelítése
Csak közúton közelíthető meg, legegyszerűbben a 84-es főút felől, lövői letéréssel, a 8627-es úton; ugyanez az út kapcsolja össze Kőszeggel is. Szomszédai közül Egyházasfaluval és Zsirával a 8626-os út köti össze.

## Története és mai élete

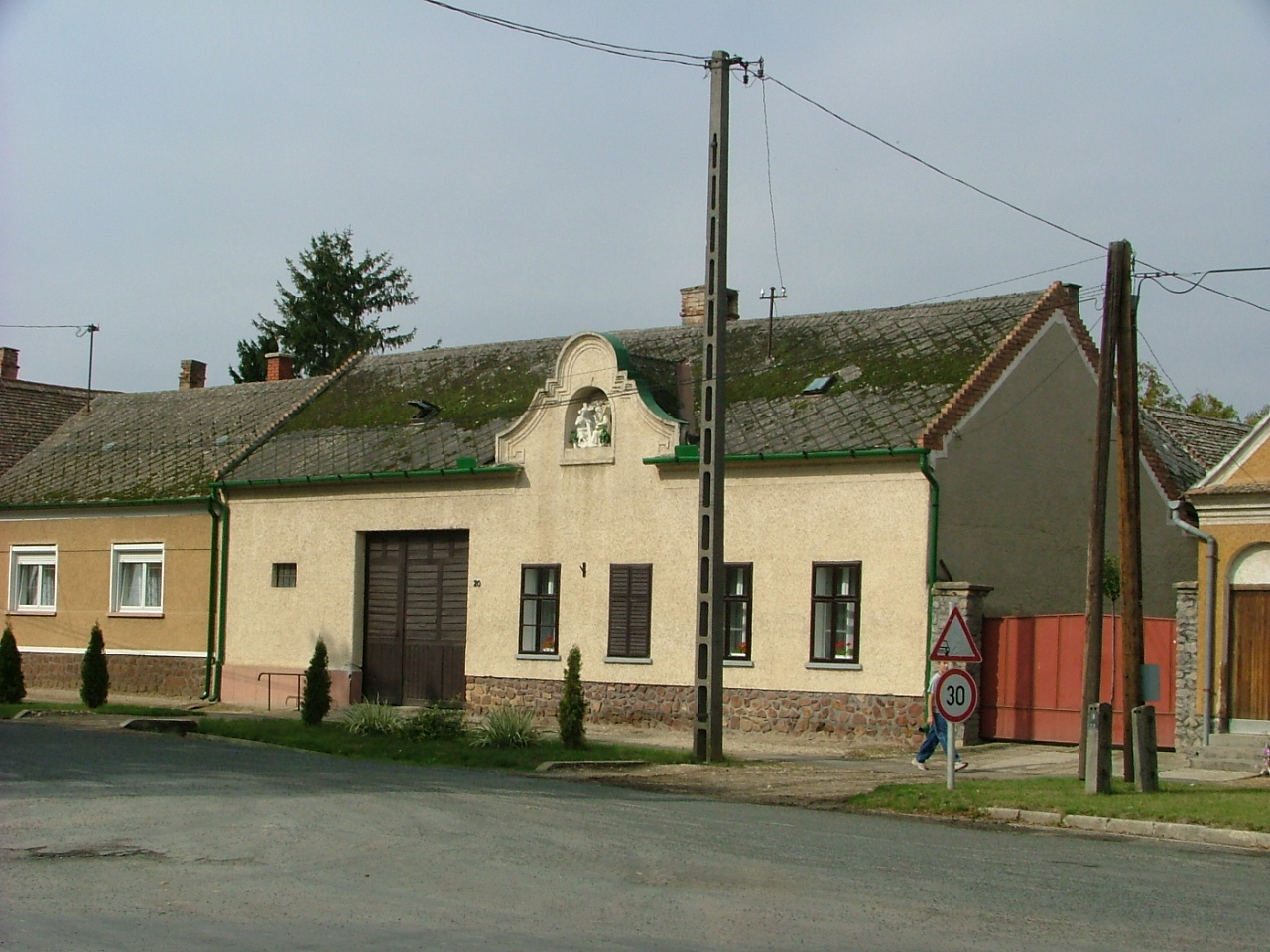
Gazdaház

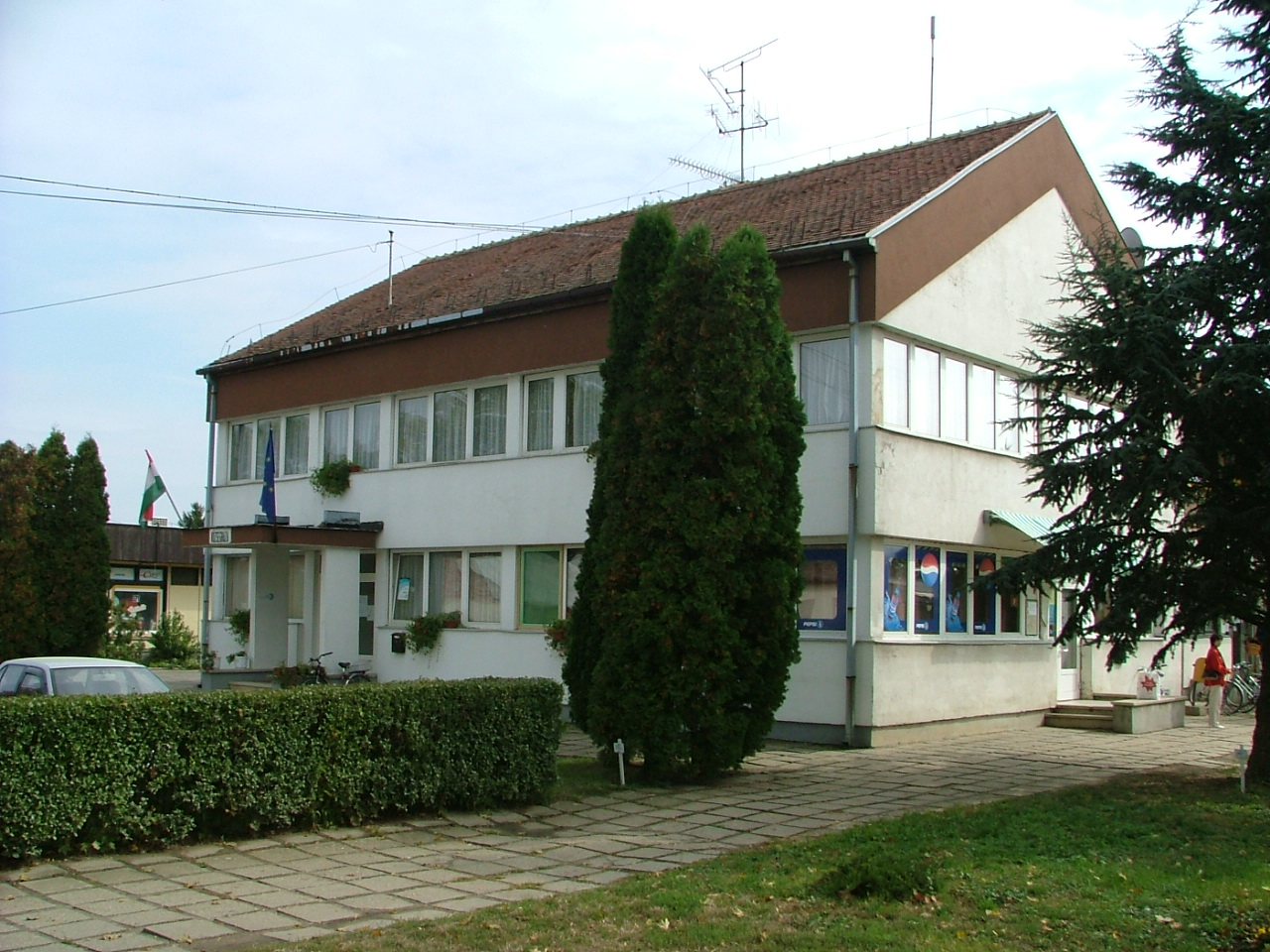
A községháza

A falu 1906-ban kapta Horpács helyett a Sopronhorpács nevet, 1933-ban egyesült a szomszédos Lédec községgel.
A csiszolt kőkorszakban már éltek emberek a falu területén, a korai vaskorból már a népcsoportok is ismertek: illírek, kelták, rómaiak, hunok, longobárdok, avarok és frankok. A honfoglalás körüli időkből nincsenek leleteink. Horpácsot az Osl nemzetség a 12. századtól birtokolta. 1230-ban említi először oklevél a községet. 1241-ben a falu népe a tatárok elől a környező erdőkbe menekült, a templom is leégett. IV. Béla bajor telepesekkel töltötte fel a lakosságot.
A 13. században Horpács és környéke sokat szenvedett a Kőszeg várából gyakran kicsapó rabló Németújváriaktól és Kőszegiektől. 1320-tól az Osl család egyik ágából származó Kanizsayak lettek a falu földesurai. 1526-ban majort létesítettek. 1529-ben és 1532-ben a török pusztított a községben. 1536-ban Nádasdy Tamás feleségül vette Kanizsay Orsolyát, ezzel Horpács is a Nádasdy család kezébe került. 1664-ben a török ellen harcoló francia zsoldosok nagy pusztítást tettek a faluban. A Wesselényi-féle összeesküvésben való részvétel miatt 1671-ben kivégzett Nádasdy Ferenc horpácsi birtoka rövidesen a Széchényi család kezére jutott először zálogbirtokként, majd 1711-ben örökjogon is. Széchényi Antal, a nagycenki földesúr 1760-ban örökölte Horpácsot.
Az 1800-as évek elejére az összes Széchényi birtok gróf Széchényi Ferenc kezén volt, aki 1814-ben három hitbizományt létesített fiai részére, Horpácsot Lajos kapta. 1711-től 1714-ig pestisjárvány dúlt a faluban, melynek a lakosság ötödrésze áldozatul esett, emiatt németeket telepítettek be. Az 1831–32-es kolerajárvány megtizedelte a lakosságot. 1848. október 12-én a honvédseregek Horpácsnál támadták meg Theodorovich tábornok horvátjait. 1858-ban egytantermes iskola épült Horpácson. 1860. április 26-án gróf Széchenyi István lelki üdvéért mondott gyászmisén az egész falu részt vett. 1896. május 17-én iskolai millenniumi ünnepséget tartottak, majd gyalogos búcsújáráson vettek részt Osliban. Ez év november 15-én alakult meg az Önkéntes Tűzoltó Egyesület.
Lédecet először egy 1461-ben kelt latin nyelvű oklevélben említik Kislédec néven. A középkortól kezdve a csornai prépostság birtoka. Gyakran Sopronhorpács kültelkeként szerepelt. 1588-ban a Nemeskéren tartott megyegyűlésen mentességet kaptak az adófizetés alól. A 17. század második felében zsellérközség lett. A jobbágytelkek száma a 18–19. században 24-26 között járt, a zsellérek száma 1828-ban 7 fő. A lélekszám 1785 és 1930 között 183-ról 256-ra emelkedett. A Bán nemzetség 1728-ban egymaga 10 családból állt, a falu népének tekintélyes részét ez alkotta. 1823-ban Drinóczy György kanonok megépíttette az új „tiszti lakot”, (ez lett később a kutatóintézet főépülete). A község közepe táján a déli házsor előtt fából épült harangláb állt. 1891-ben elhatározták, hogy a közút tengelyében kápolnát építenek, először 1893-ban mondtak benne szentmisét. A kápolna a környező gesztenyefákkal ma is impozáns látvány. Lédec a 20. század elején is élte a kisközségek egyhangú, kiszolgáltatott életét. Tűzifából is keveset kaptak. Ekkor már a környéken a találékonyságot jellemző ismert szólás: „Keresztbe viszik, mint a lédeciek a létrát”, ugyanis ők olyan széles utat vágtak maguknak az erdőben, hogy a létra keresztben is elférjen.
Az első világháborúban a 18–42 év közötti férfilakosság nagy része bevonult, 1920-ban avatták fel a horpácsi templom mellett a 18 hősi halott 12 eltűnt horpácsi és lédeci áldozat emlékművét, melynek minden költségét gróf Széchenyi Dénes vállalta magára. Ebben az évben alakult a Hangya Szövetkezet két üzlettel, 1925-ben pedig a Levente Egyesület. 1927-ben gróf Széchenyi László parkosíttatta a Horpács közepén elterülő lapályos területet. 1930-ban hozták létre a Polgári Lövészegyletet. Sedlmayer Kurt 1930-ban létesített növénynemesítő üzemet Lédecen, később ebből fejlődött ki a Répatermesztési Kutatóintézet. Ma az Országos Meteorológiai Intézet hálózatának részeként meteorológiai állomás is működik benne.
1933-ban egyesült Sopronhorpács és Kislédec. 1941-ben Katolikus Leánykör alakult, a következő évben pedig a KALOT helyi szervezete. Ekkor már a második világháború hatását is egyre jobban érezte a lakosság. A falu a civil áldozatokon kívül 36 hősi halottat gyászolt.
1951-ben gépállomás létesült, 1959-ben alakult a mezőgazdasági termelőszövetkezet. 1970-től 1990-ig ide tartoztak a társközségek szövetkezetei és közigazgatásuk: Egyházasfalu, Und, Zsira, Völcsej.
A lakosság a 60-as évekig növény-termesztéssel és állattenyésztéssel foglalkozott, azóta megnőtt az iparban és a szolgáltatásban foglalkoztatottak aránya. A 80-as évekre az ingázók nagy része a munkahelyéhez közelebb eső településeken – elsősorban Sopronban és Kőszegen – keresett lakáslehetőséget.
A szolgáltatások széles köre található a faluban: posta, napköziotthonos óvoda, általános iskola, körzeti és fogorvosi rendelő, az egészségházban terhes- és csecsemőgondozás, gyermekorvosi szakrendelés. A művelődési házban könyvtár, filmvetítés van. 1978-ban alakult a Szentirmay Vegyeskar. A szervezett sportélet 1920-ban kezdődött, legnagyobb sikereit az ötvenes években érte el, napjainkban a labdarúgásé és a röplabdáé a vezető szerep. A meglévő ABC áruház mellé folyamatosan nyíltak kisebb-nagyobb üzletek.
A falu idegenforgalmi szempontból kirándulóhely. Jól alkalmazkodik a határmenti bevásárlóturizmus igényeihez. Egyre nagyobb szerephez jut a kereskedelemben és egyéb szolgáltatásoknál is a magánszféra. A határok megnyitásával Ausztria felé is bővült a munkalehetőségek köre.

## Közélete

### Polgármesterei
- 1990–1994: Dr. Hetzer Tibor (független)[4]
- 1994–1998: Dr. Hetzer Tibor (független)[5]
- 1998–2000: Ifj. Tóth László (független)[6]
- 2000–2002: Szeli Sándor (független)[7][8]
- 2002–2003: Friderics Tibor (független)[9]
- 2003–2006: Talabér Jenő (független)[10]
- 2006–2010: Talabér Jenő (független)[11]
- 2010–2014: Talabér Jenő (független)[12]
- 2014–2019: Talabér Jenő (független)[13]
- 2019–2024: Talabér Jenő (független)[14]
- 2024– : Talabér Jenő (független)[1]

A településen 2000. augusztus 27-én időközi polgármester-választást tartottak, az előző polgármester halála miatt. A következő önkormányzati ciklusban ugyancsak sor került egy időközi polgármester-választásra, 2003. május 18-án, ezúttal a korábbi faluvezető lemondása okán.

## Kultúra
A faluban a népi jóslások, időjárási megfigyelések, néphagyományok nem különböznek a környékbeli szokásoktól, de a népviselet a század elejéig jellegzetes. Az asszonyok hosszú ráncos szoknyát viseltek, erősen testhezálló, deréktól loknis, szoknyára boruló blúzzal. A szoknya sötétebb színű, majdnem földig érő volt. Az ünnepi ruha szabásban nem különbözött a köznapi viselettől, de anyaga drágább, finomabb szövetből volt. A nők csizmát vagy magas szárú fűzős fekete cipőt hordtak, jobb esetben volt belőlük külön ünnepi és köznapi. Nyáron a köznapi divatban tért hódított a szandál, de ha csak egy mód volt rá, mezítláb jártak. A mezítláb járás nyáron mindenkire vonatkozott, csak a nagyon öregek voltak kivételek. Télen a nőknél a nagykendő volt használatos, amely a nagykabátot helyettesítette. A lányok öltözete hasonlított az asszonyokéhoz, csak kissé világosabb és fél lábszárig érő szoknyát viseltek. Befont hajukba szalagot kötöttek. Fejkendőt a lányok nem viseltek, ezért is hívták őket hajadonoknak.
A férfiak köznapi ruházata csizmából, csizmanadrágból, lajbiból és kisdolmányból, nagydolmányból állt. Ez magyarázható a nagy fokú edzettséggel, hozzászokással és az akkori ruhaanyagok minőségével, hogy a szelet kevésbé enged-ték át. Nyáron a férfiak bő vászoninget és alul rojtos bő gatyát viseltek háziszőttesből. Az 1930-as években még lehetett látni egy-két bőgatyás gazdát. Köznapi viseletnél később tért hódított a bakancs, de efölött sokan külön csizmaszárt (kamáslit) viseltek, cipőt az ún. „nadrágos emberek” hordtak. Külön kell szólni a férfiak gyönyörű zsinóros, magyaros ünnepi viseletéről, ami kb. az első világháborúig volt divatban. Jellemző volt erre az erős, kék vagy fekete posztó anyag, ebből volt a nadrág, a lajbi és a kabát is. Ezek mindegyike elöl-hátul gazdagon zsinórozott volt. Egy öltözet ilyen ruhára 100 rőf (kb. 70 m) zsinór került. 35 db zsinórozás minta maradt ránk.

## Népesség
A település népességének változása:
| Lakosok száma | 846  | 843  | 848  | 849  | 835  | 821  | 876  |
|               | 2013 | 2014 | 2015 | 2021 | 2022 | 2023 | 2024 |

A 2011-es népszámlálás során a lakosok 90,2%-a magyarnak, 3,1% horvátnak, 0,2% lengyelnek, 2,6% németnek, 0,4% románnak, 0,7% szerbnek mondta magát (9,8% nem nyilatkozott; a kettős identitások miatt a végösszeg nagyobb lehet 100%-nál). A vallási megoszlás a következő volt: római katolikus 75,6%, református 1,2%, evangélikus 1,6%, felekezeten kívüli 4% (17,2% nem nyilatkozott).
2022-ben a lakosság 92,5%-a vallotta magát magyarnak, 4,6% horvátnak, 1,8% németnek, 0,5% románnak, 0,4% cigánynak, 0,4% lengyelnek, 0,1-0,1% szerbnek, görögnek, ukránnak és szlováknak, 1,2% egyéb, nem hazai nemzetiségűnek (6,8% nem nyilatkozott; a kettős identitások miatt a végösszeg nagyobb lehet 100%-nál). Vallásuk szerint 59,3% volt római katolikus, 1,8% evangélikus, 0,6% református, 0,1% ortodox, 0,4% egyéb keresztény, 0,8% egyéb katolikus, 5,4% felekezeten kívüli (31,5% nem válaszolt).

## Híres személyek
- Itt született 1836-ban Szentirmay Elemér magyar zeneszerző.

## Nevezetességei
- Műemlék plébániatemploma a 12. század vége felé, valószínűleg nemzetségi templomnak épült, és hamarosan többször is átalakították. A negyedik átépítéskor, 1230 táján készült a pompás díszkapu és a déli mellékhajó. A tatárjárás után már gótikus részletekkel építették újjá: ekkor készültek a szentély ülőfülkéi, a kis sekrestye az apszis északi, illetve egy kápolna a déli oldala mellett.

A 18. század elejére igen rossz állapotba került, ezért 1714-ben megkezdték az újjáépítését, de az csak az 1740-es évekre fejeződött be. Ebben az időszakban emelték a barokk stílusú tornyot és készítették a boltozatokat.
A 20. század derekán, 1957–1960 között az Országos Műemléki Felügyelőség Soproni Építésfelügyelősége restauráltatta. Ennek részeként a barokk boltozatokat és a tornyot meghagyták, de az egyéb falrészeken, ahol csak lehetett, kibontották a román kori és gótikus részleteket. A déli mellékhajót a feltárt román kori alapfalakon, és az északi kis sekrestyét is újjáépítették.
Ma a templom belseje a román kori, gótikus, barokk és modern építészeti és berendezési elemek szépen kialakított összhangjával tűnik ki. A főhajót fiókos dongaboltozat fedi, az északi falon középkori vezeklőfülke látható, a déli falon pedig gótikus ülőfülkék vannak. Itt helyezték el a templom korábbi oltárképét, amely valószínűleg az ifjabb Dorfmeister István műve. A szentélyben 18. századi faszobrok találhatók. Az oltár, a feszület felette és a stáció-domborművek Szakál Ernő munkái. A templom körül tárták fel az egykori temetőt, itt van a kőtár is, ahol eredeti helyükre vissza nem helyezhető faragványokat állítottak ki.

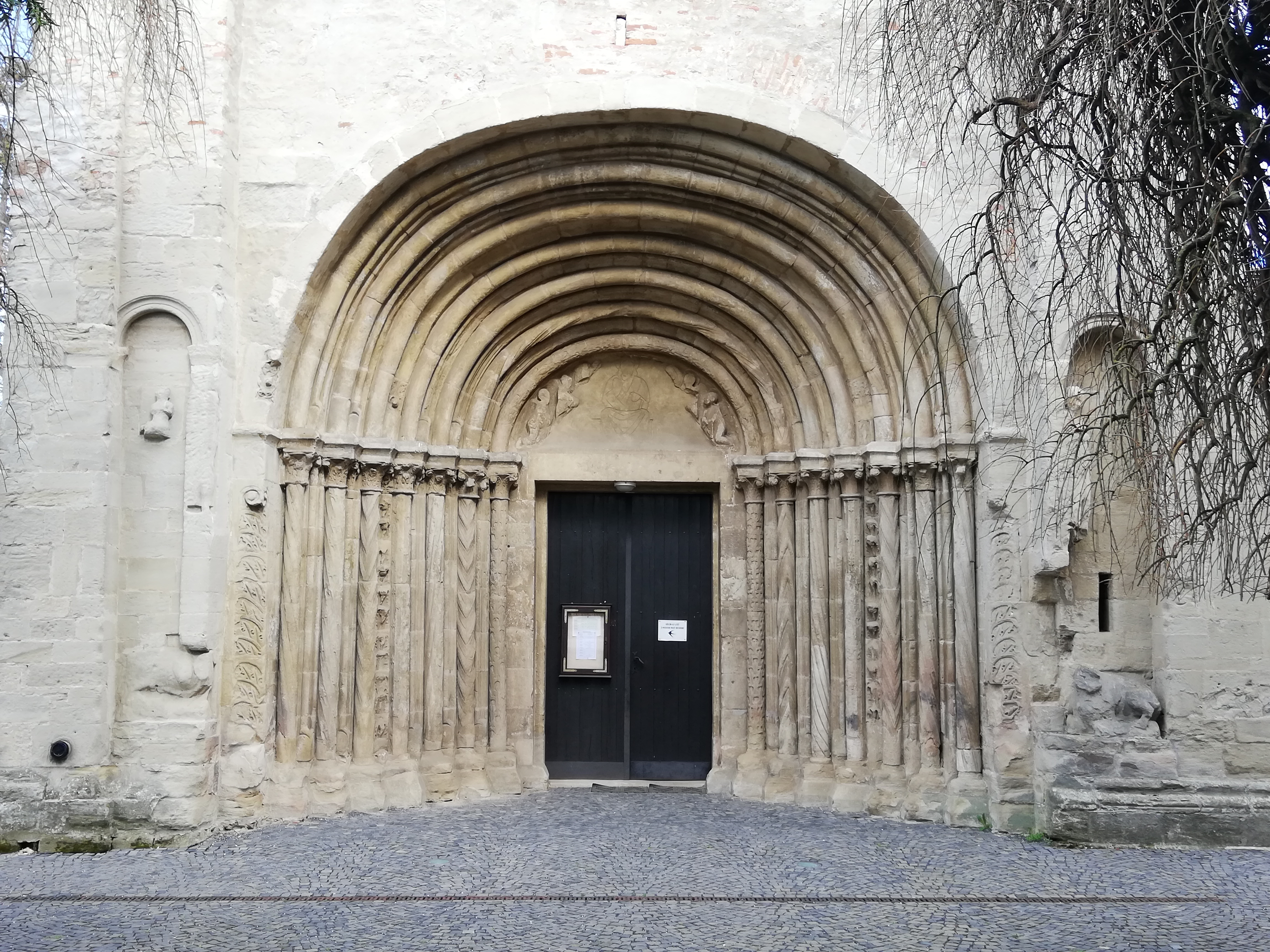
Kapuzata
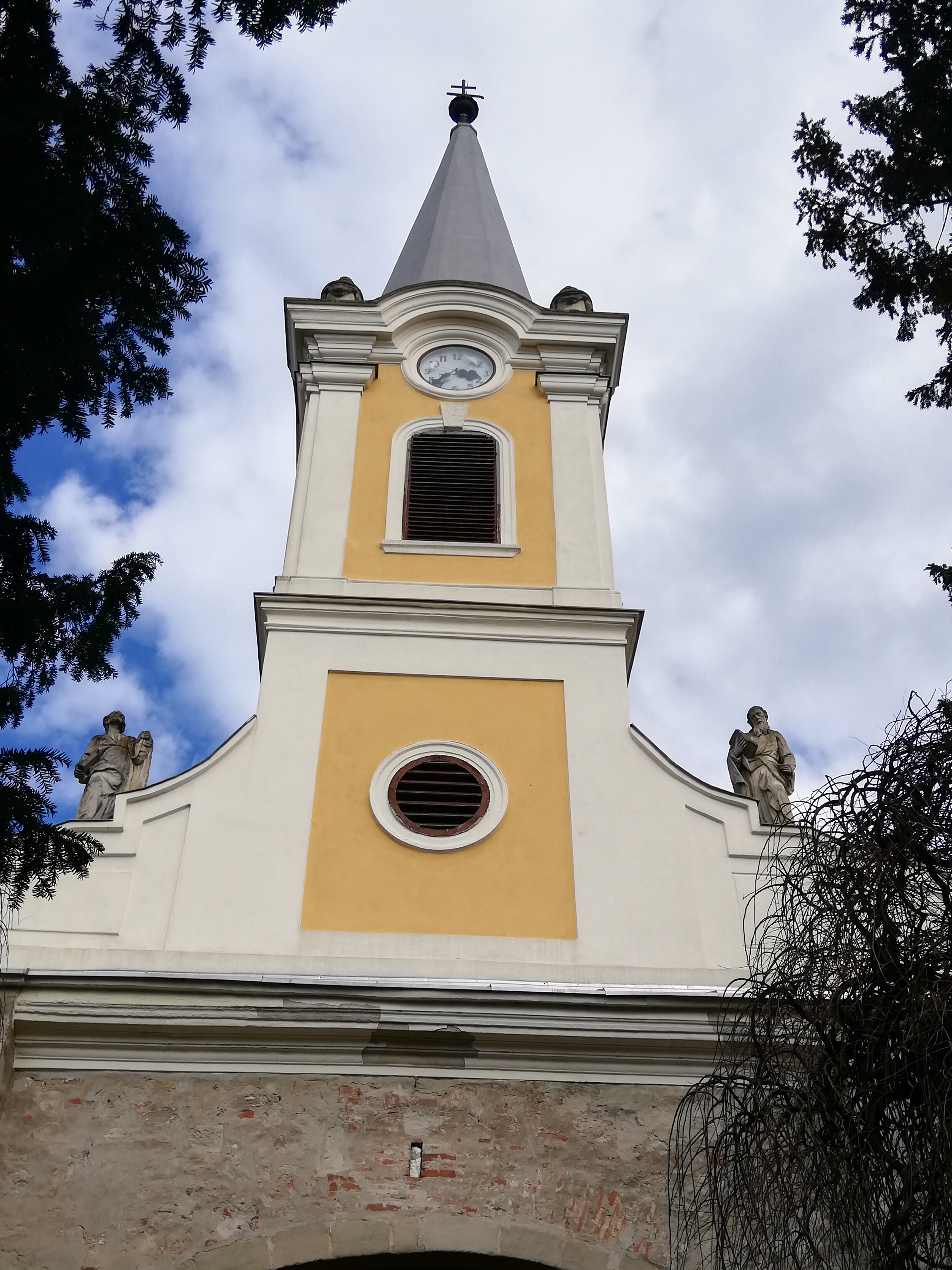
Tornya
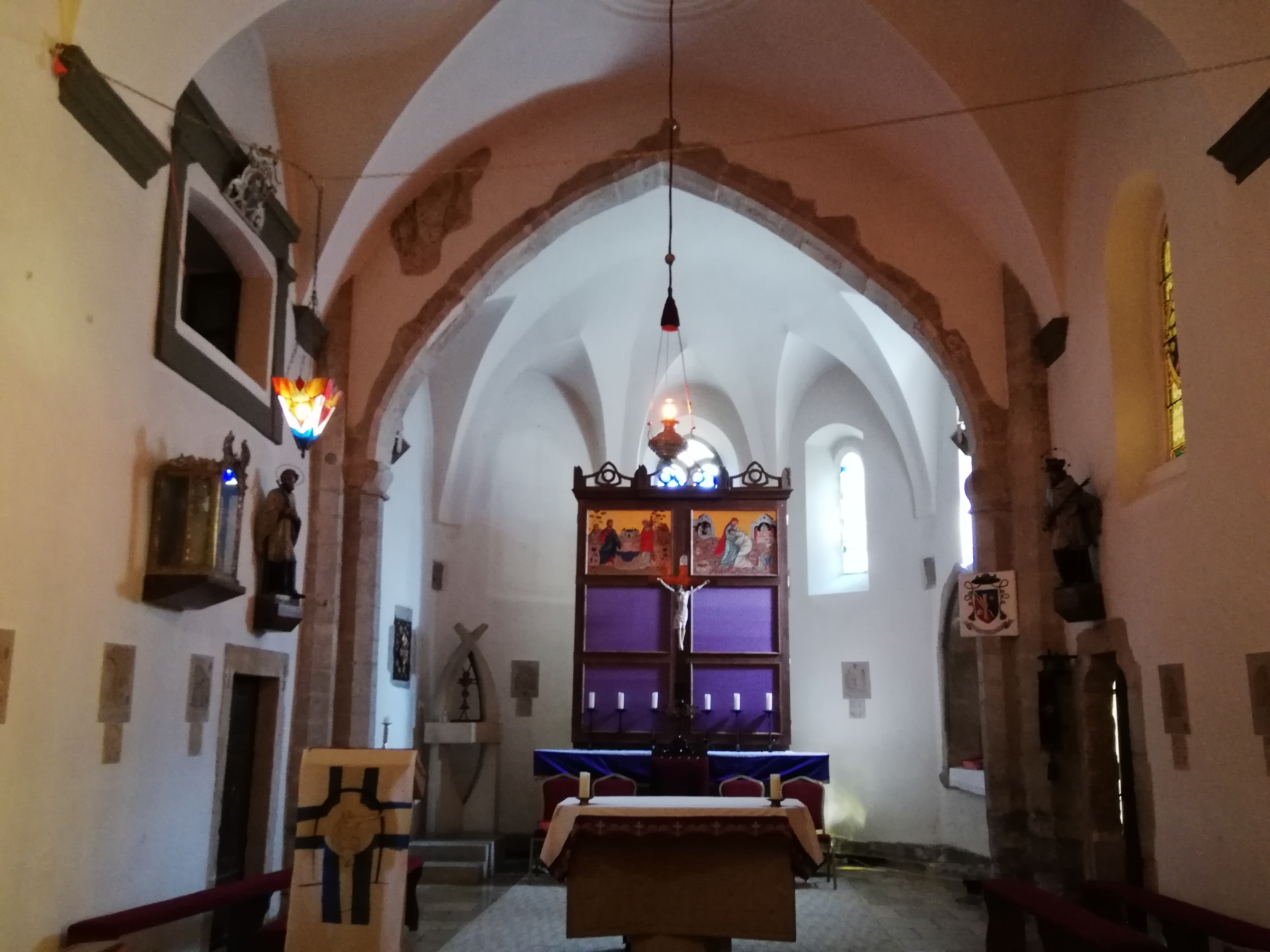
Belső tere az oltár felé nézve
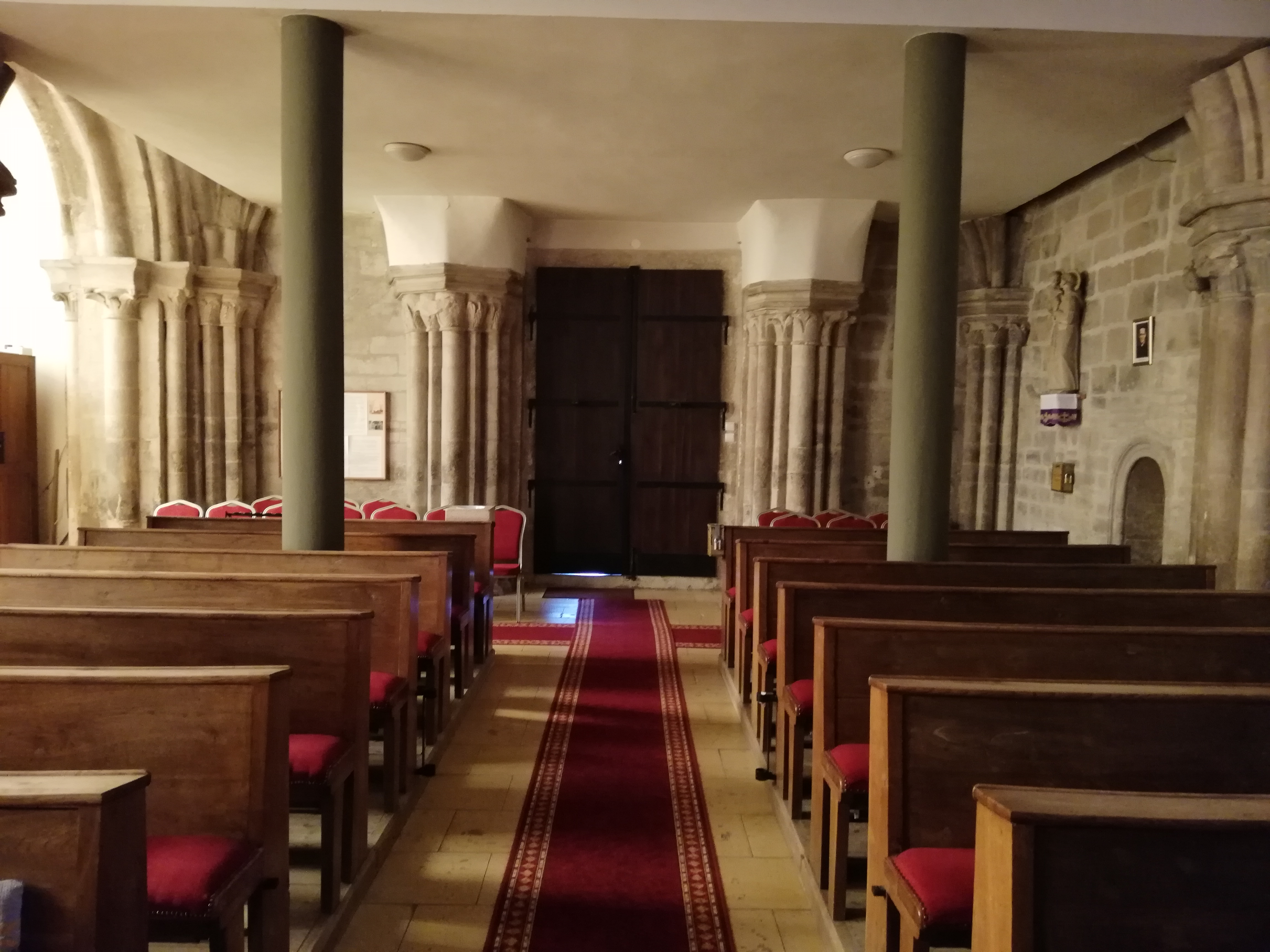
Belső tere a bejárat felé nézve

- A település másik híres épülete a Széchenyi kastély, melyet Széchényi Zsigmond özvegye építtetett 1771 és 1774 között. 1800 körül gróf Széchényi Ferenc a földszintes kastélyt emeletesre bővítette és a nyugati oldalon könyvtárat létesített. A késői barokk stílusú épület a 20. század derekán műemlék jellegű besorolást kapott 1972 és 1976 között felújították és részben át is alakították.

Egykori kápolnájában 18. századi falkép látható.
24 holdas parkja ma természetvédelmi terület; alapját az itt eredeti vegetációnak számító síkvidéki tölgy-kőris-szil ligeterdők képezik. Utóbbiakból még a kastély építésekor meghagyták a szebb csoportokat, majd e fák közé kerültek hársak, platánok, vadgesztenyék, hazai viszonyok közt is honos fenyőfajok, 1850-től pedig külföldi eredetű, egzotikus növények is. A fejlesztés a második világháborúig folyamatos volt és ezt a tulajdonosok annyira a szívükön viselték, hogy a család egyik tagját, Széchenyi Alexandrát az érettségije után egy angliai kertészeti iskolába küldték továbbtanulni, miután pedig ott végzett, hazatérését követően rábízták a park munkálatainak irányítását. Az akkor még 30 holdas parkot joggal tartották a megye legszebb és fajokban leggazdagabb kertjének, ahol a fenyőknek 60, a lombosoknak 87 faja és változata élt.
A ma is mintaszerűen gondozott park bővelkedik az értékes faegyedekben. Az egyik legnagyobb méretű példány egy duglászfenyő, amely 3,3 méteres törzskerülettel és 29 méteres magasságával hazai viszonylatban kiemelkedő. Ugyancsak észak-amerikai eredetű példánya egy mamutfenyő, amelynek koronája egy korábbi villámsújtás miatt lassanként száradásnak indult. Ázsiát a park egyik legszebb fája, egy japán ciprus képviseli, amely 26 méteres magasságba emelkedik ki a környezetéből, karcsú oszlopként. Lombos fái közül legérdekesebb a kastély homlokzata előtt álló kislevelű hárs-változat, amelynek lecsüngő ágai a törzstől 15-20 méterre a földre érve gyökeret eresztenek és új fákká nőnek. A platánsor a park másik jelentős értéke. A tölgyek közül számos változat megtalálható itt, egyikük levélnagysága a 30 cm-t is meghaladja. A magas kőrisek, hársak egy része is igen nagy méretű.
Az 1960-as években a park növényállományát súlyos kár érte, a szilfavésznek ugyanis több száz szilfa esett áldozatául. Azóta azonban a kipusztult egyedek helyére ültetett fenyők a hézagokat egészen jól benőtték.
A kastély egyik híres vendége volt Liszt Ferenc zongoraművész és zeneszerző, aki itt zenésítette meg Jókai Mór Petőfiről írott, Holt költő szerelme című versét; ugyancsak vendégeskedett itt II. Vilmos német császár is, 1893-ban.

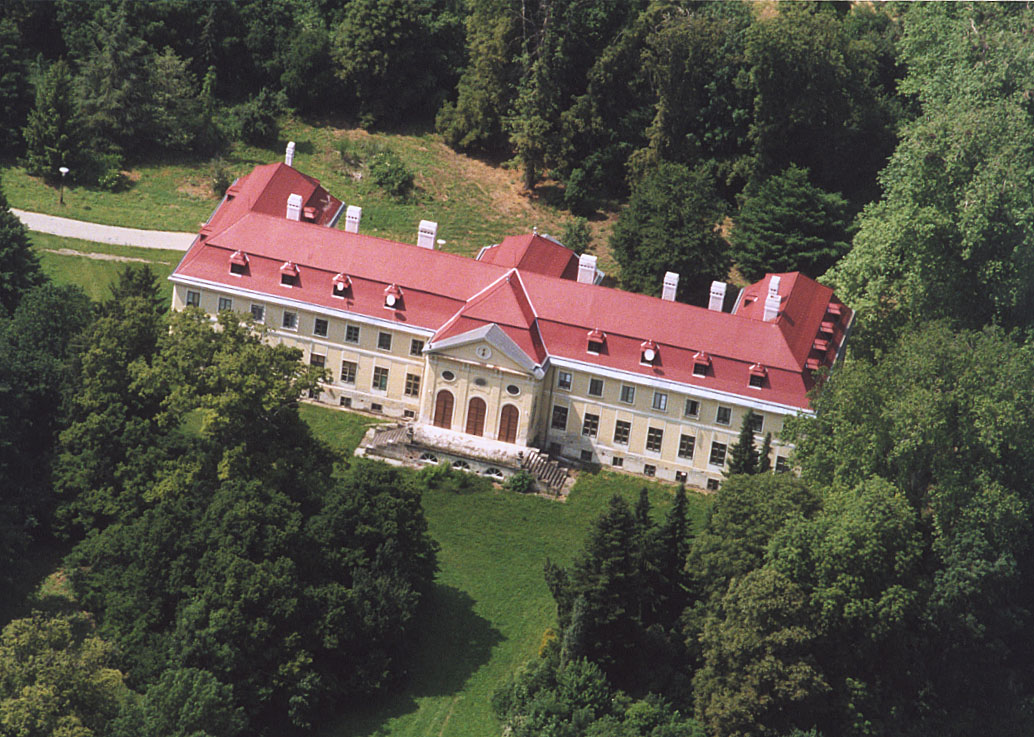
A Széchenyi-kastély a levegőből (délkeleti irányból)
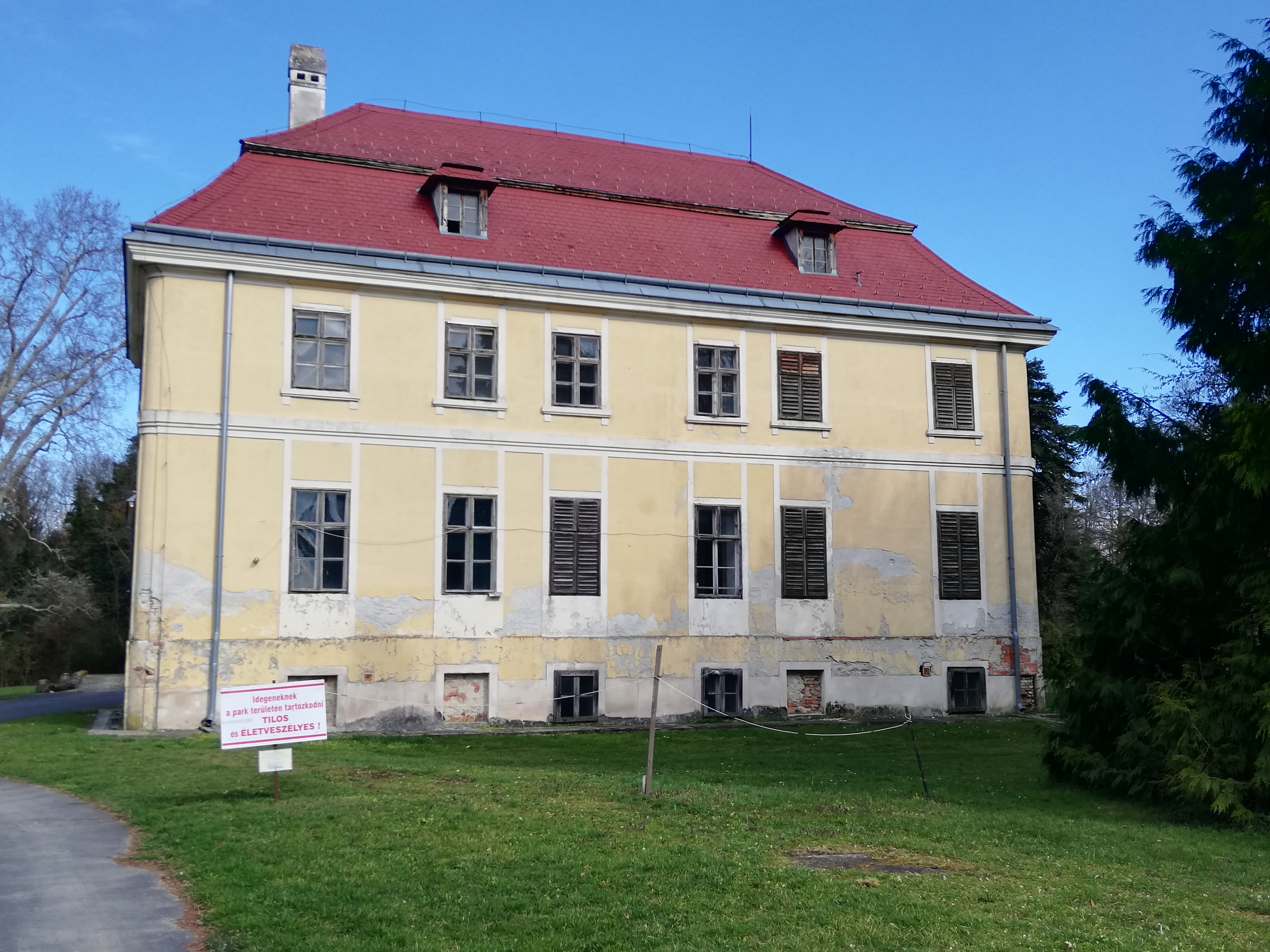
A kastély nyugati homlokzata
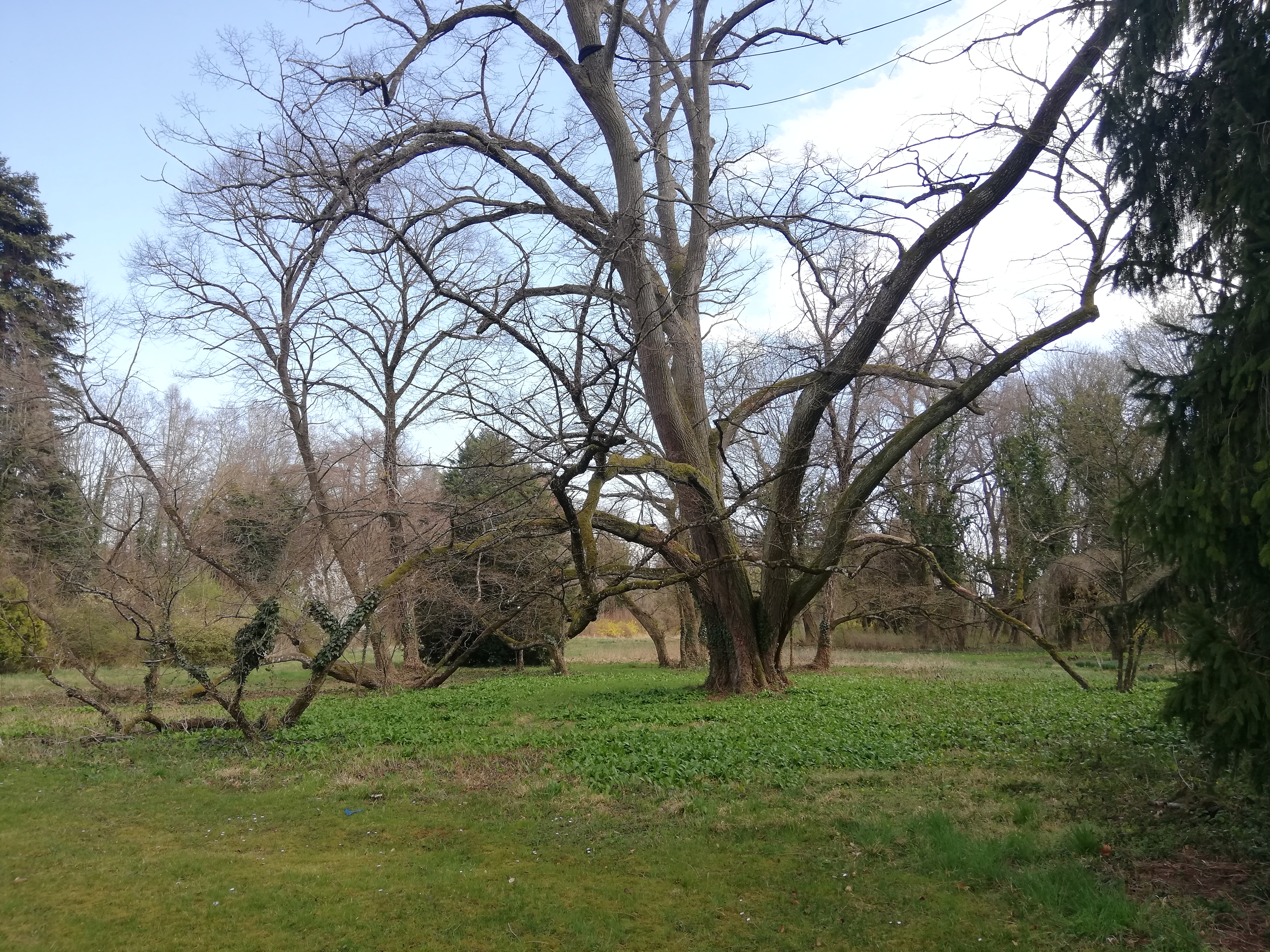
Különleges növekedésű kislevelű hárs a kastélypark fő helyén
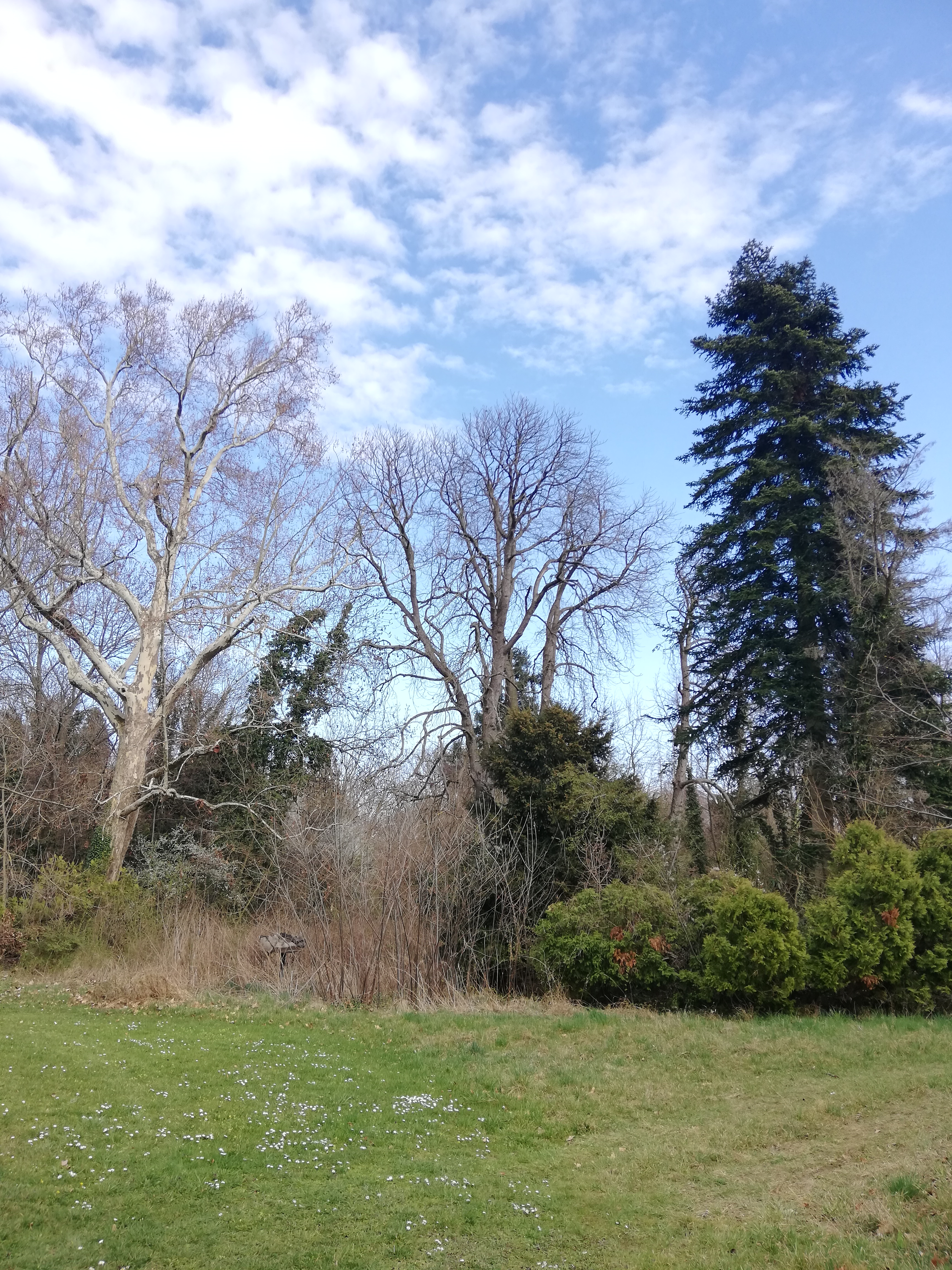
Örökzöldek és lombhullatók elegyesen
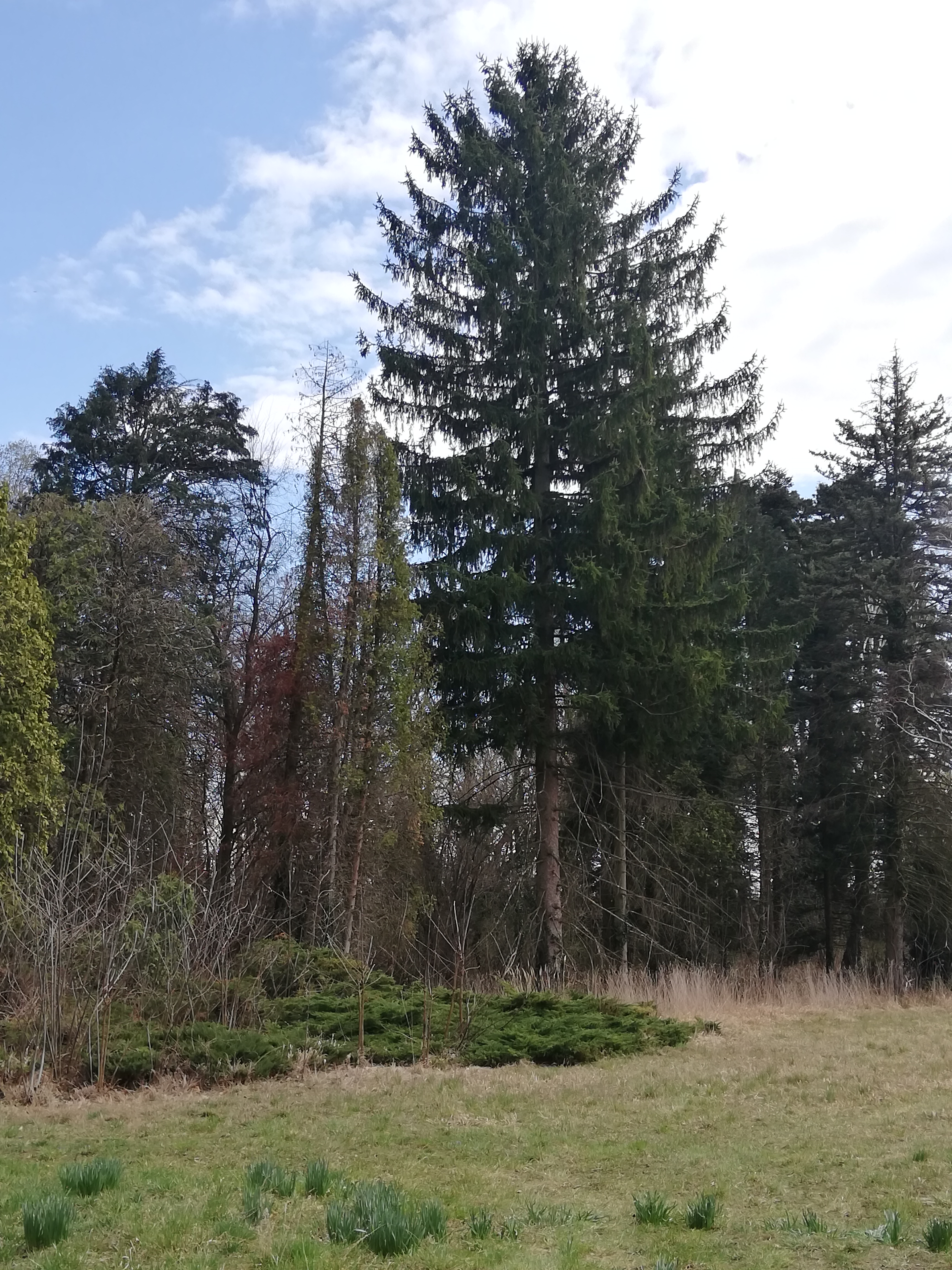
A park egy délceg örökzöldje
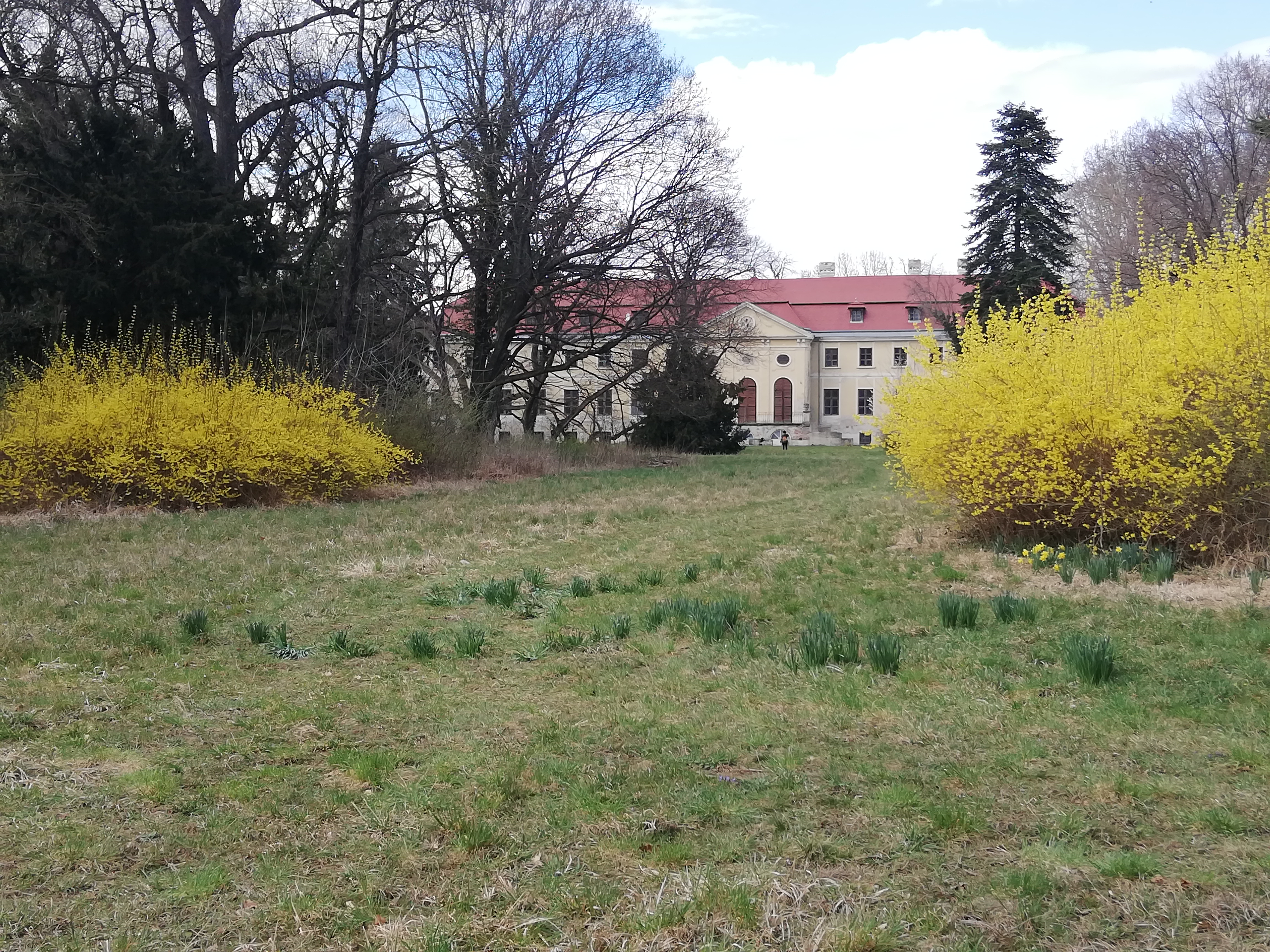
A kastély a park központi része (dél) felől, virágzó forzítiák között
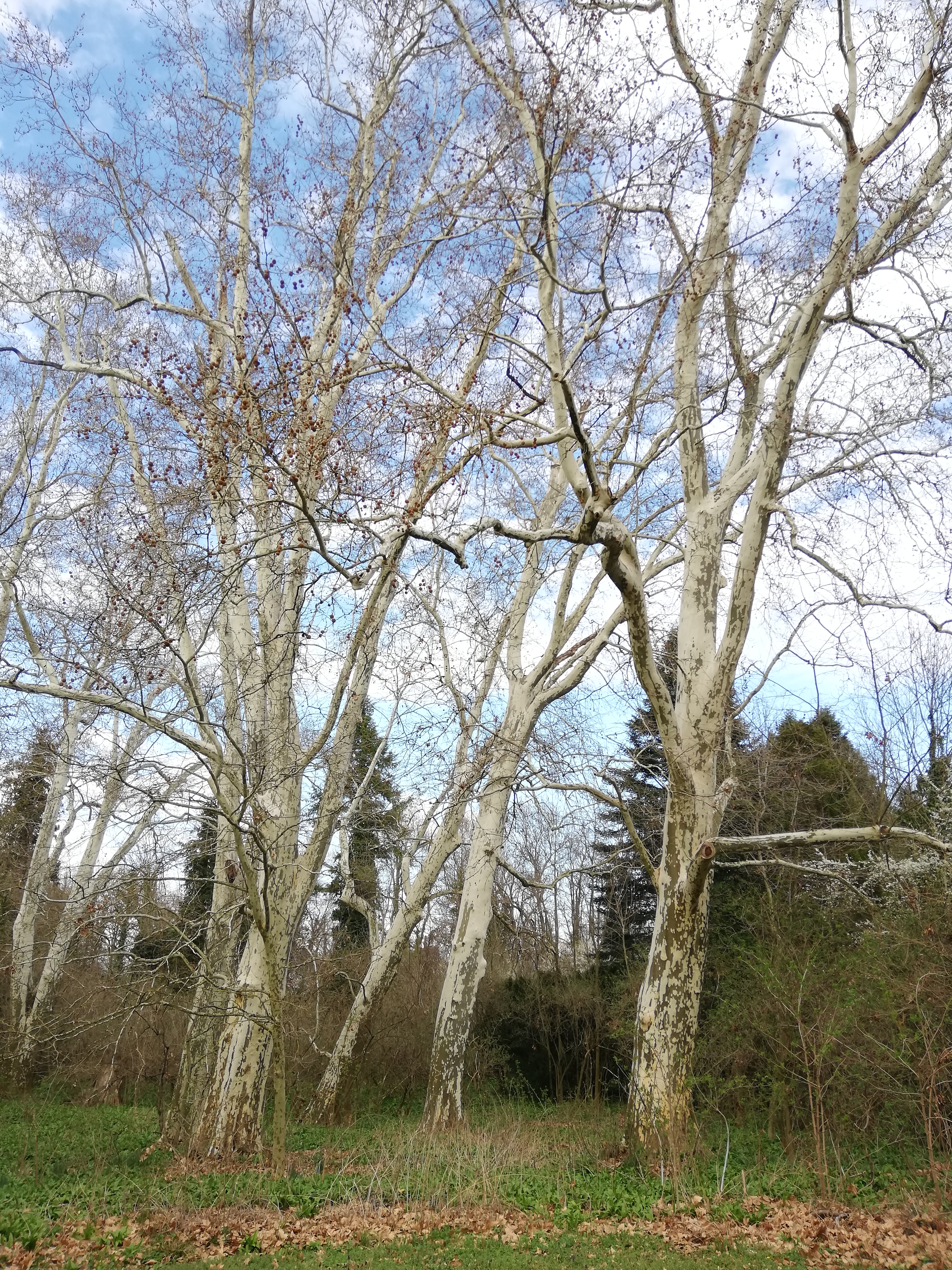
Platánok a kastély északkeleti sarkánál
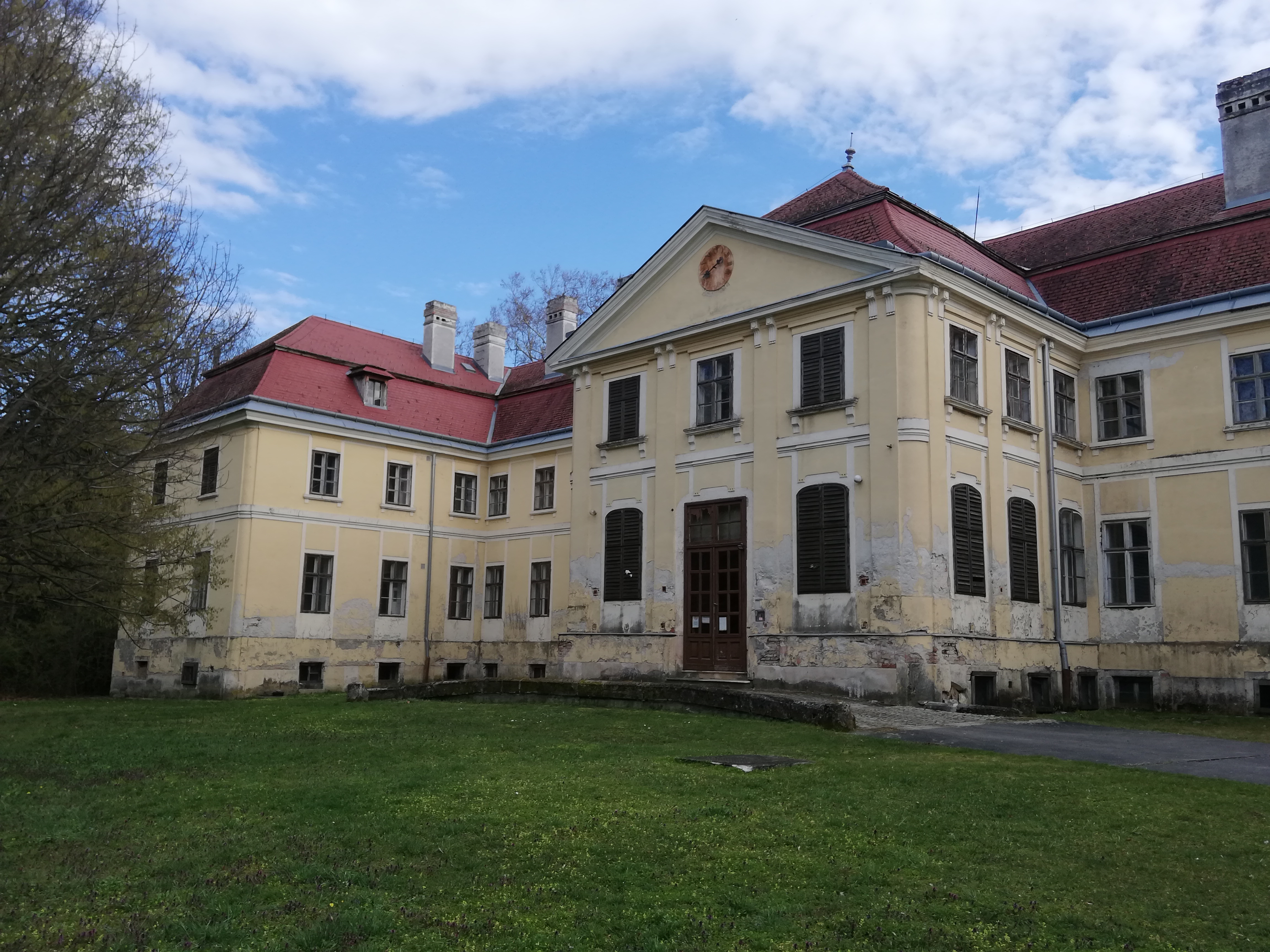
A kastély északnyugat felől
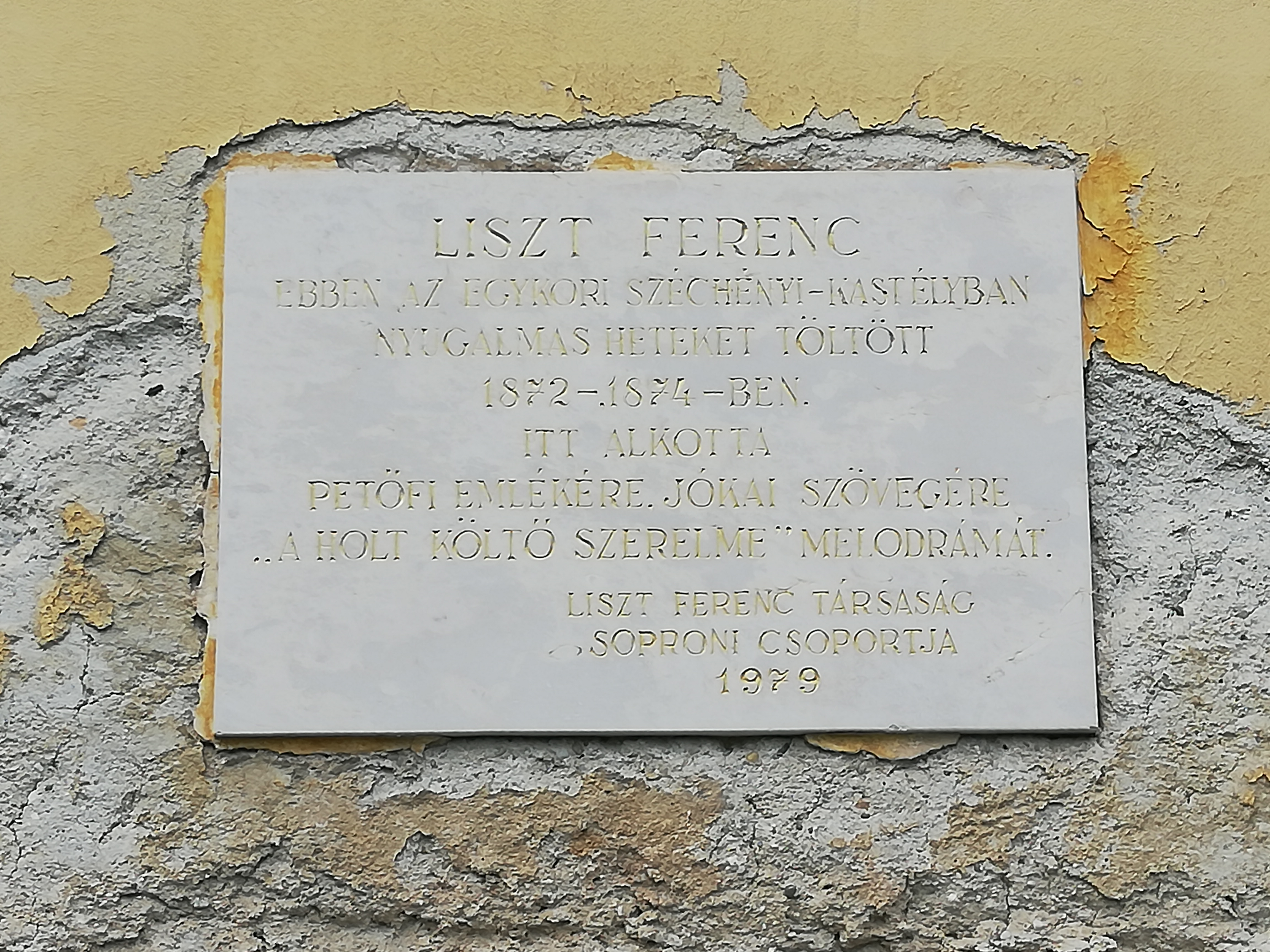
Liszt Ferenc emléktáblája a déli homlokzaton

- Műemlék jellegűek a község 18. századi, barokk stílusú Szent Flórián- és Nepomuki Szent János-szobrai, továbbá az 1750 körül emelt, barokk Mária-oszlop és Szent Donát szobra 1775-ből. Hasonló helyi értéknek számít a temetőben Bogyai Szabó Erzsébet sírköve a 18 század végéről, amit 1838-ban átfaragtak Niczky Vilmos sírkövévé.

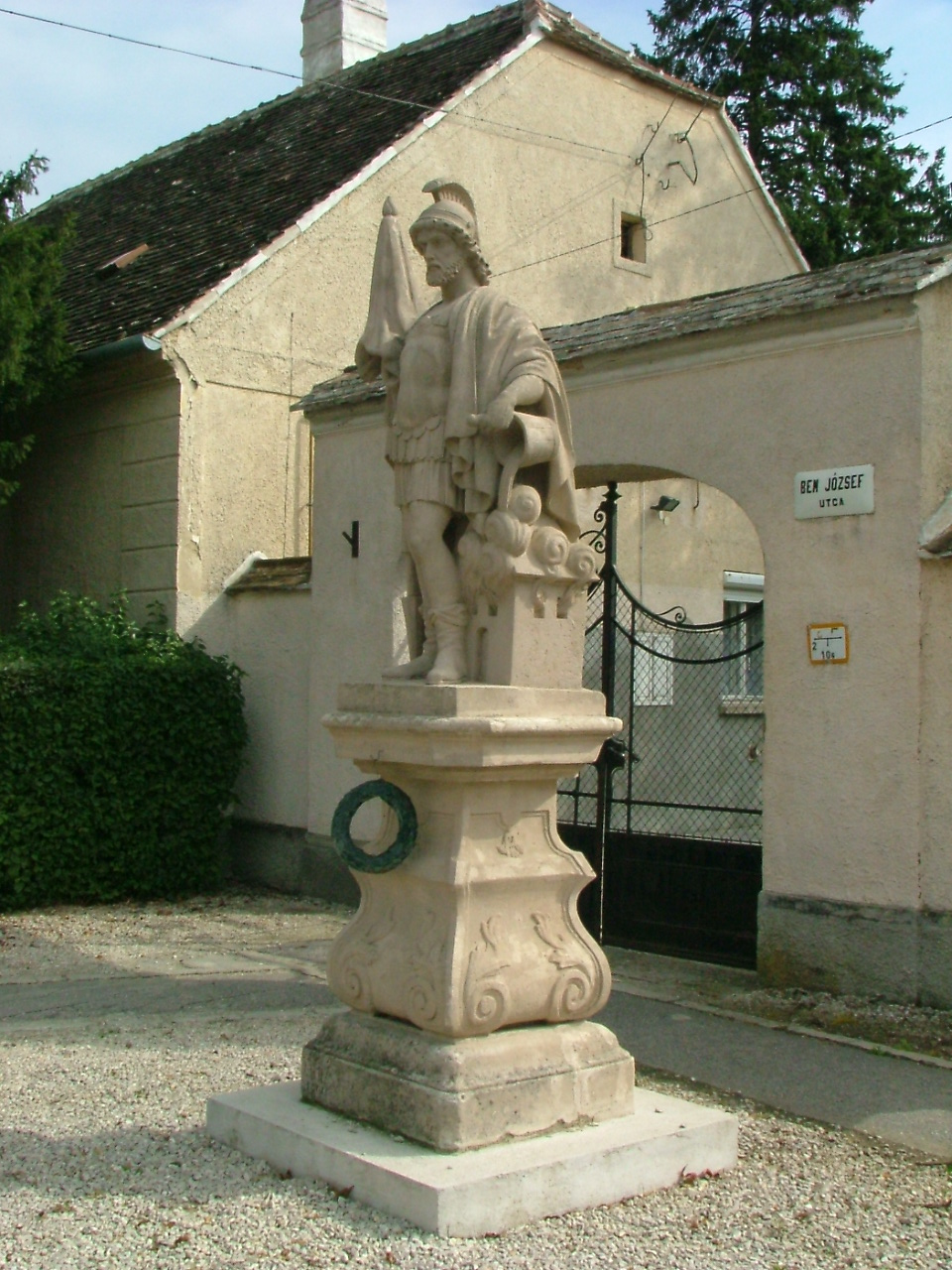
Szent Flórián szobra

- A Répatermesztési Kutatóintézet számára épült, kör alaprajzú, háromemeletes magtár – a helyi közbeszédben „körmagtár” – az alakjánál és belső kiképzésénél fogva az országban egyedülálló, építészeti szempontból nyilvántartott alkotás.

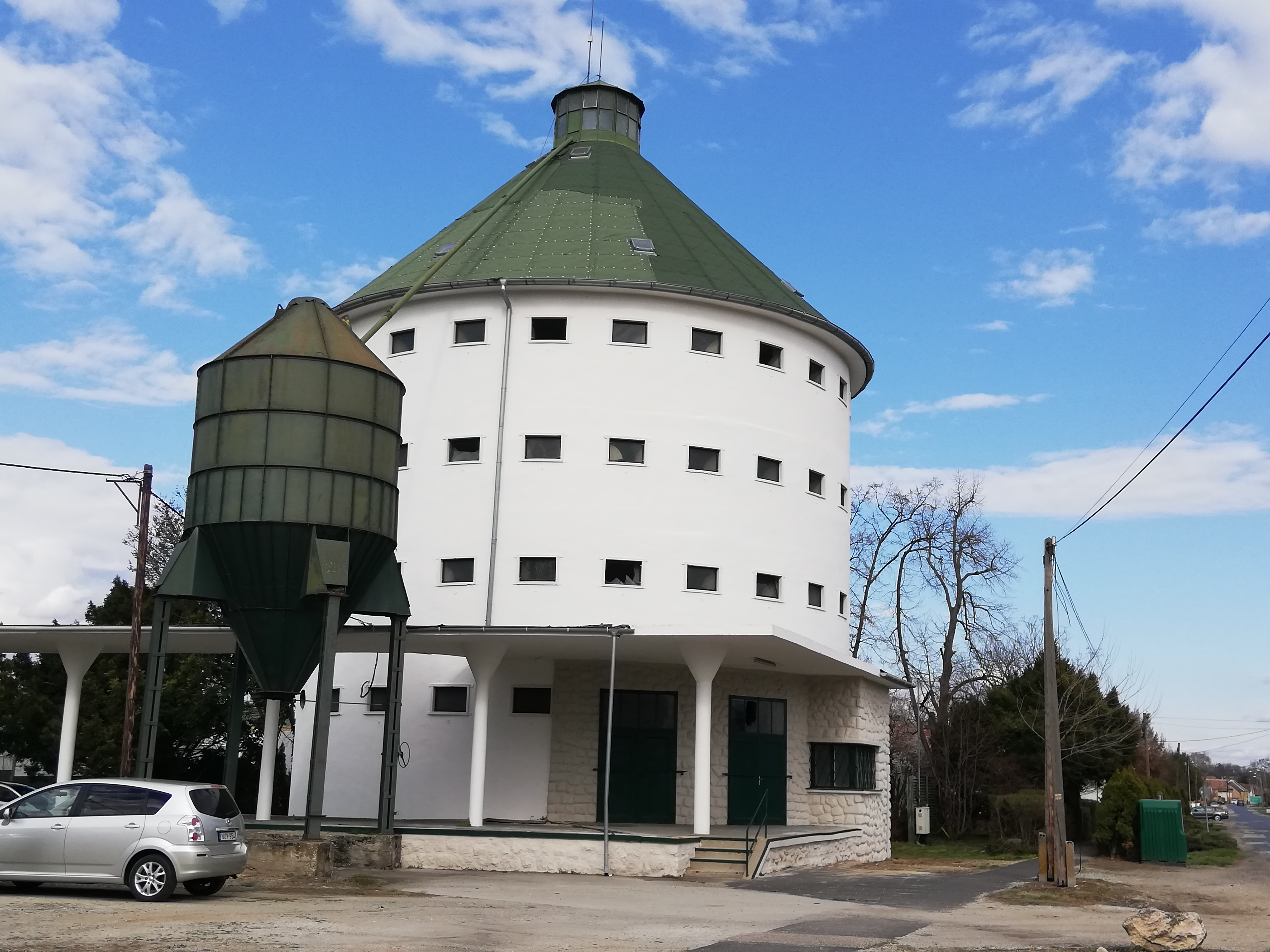
A „körmagtár” 2025-ben
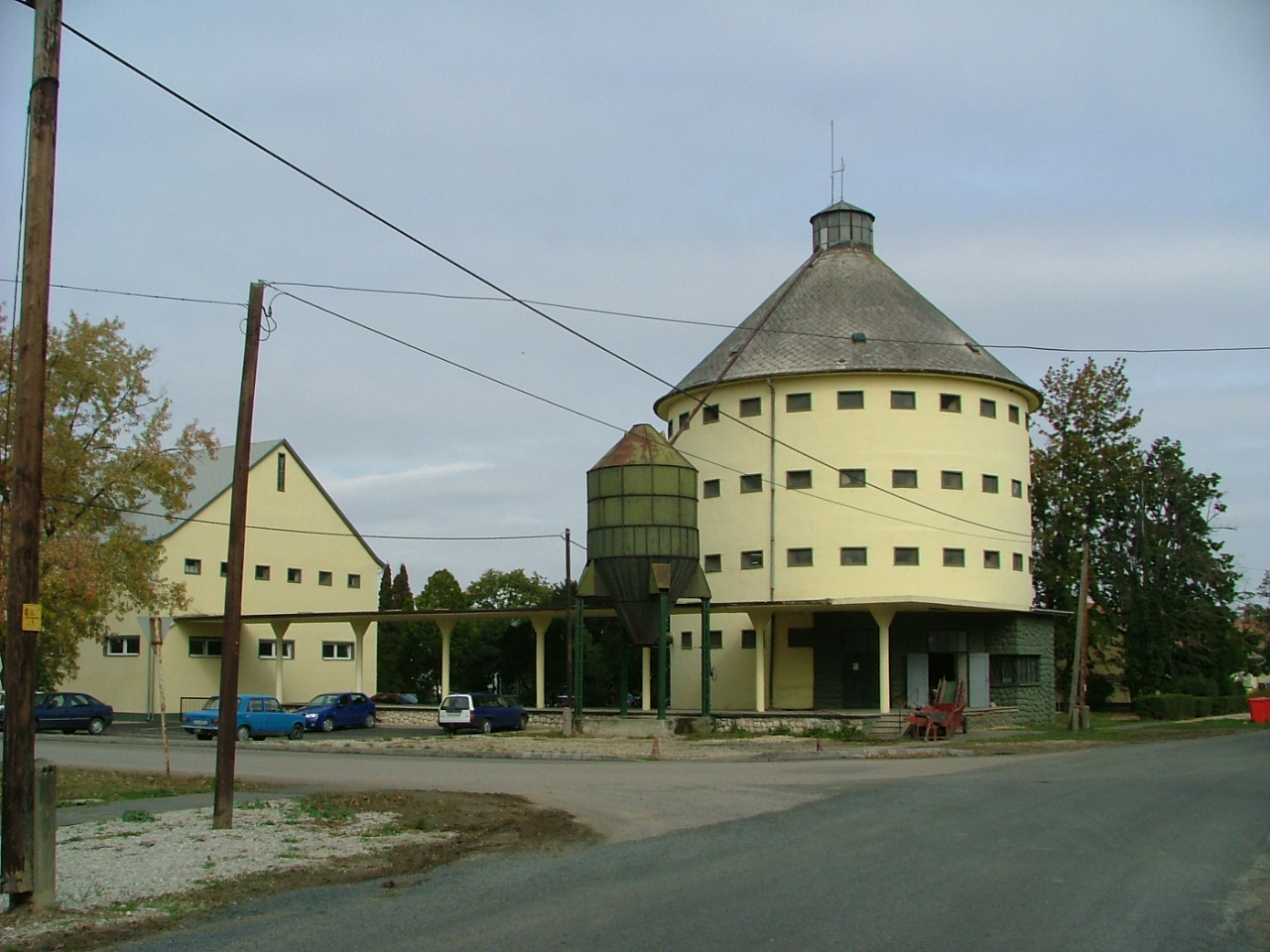
2004-es állapota

- Említést érdemel még Szent László kőszobra a Szent László-kert közepén, a Szent Anna-szobor, a Szent Antal-szobor, továbbá a „Háborús kereszt”, amelyet az első világháború után állított a lakosság.

## További képek

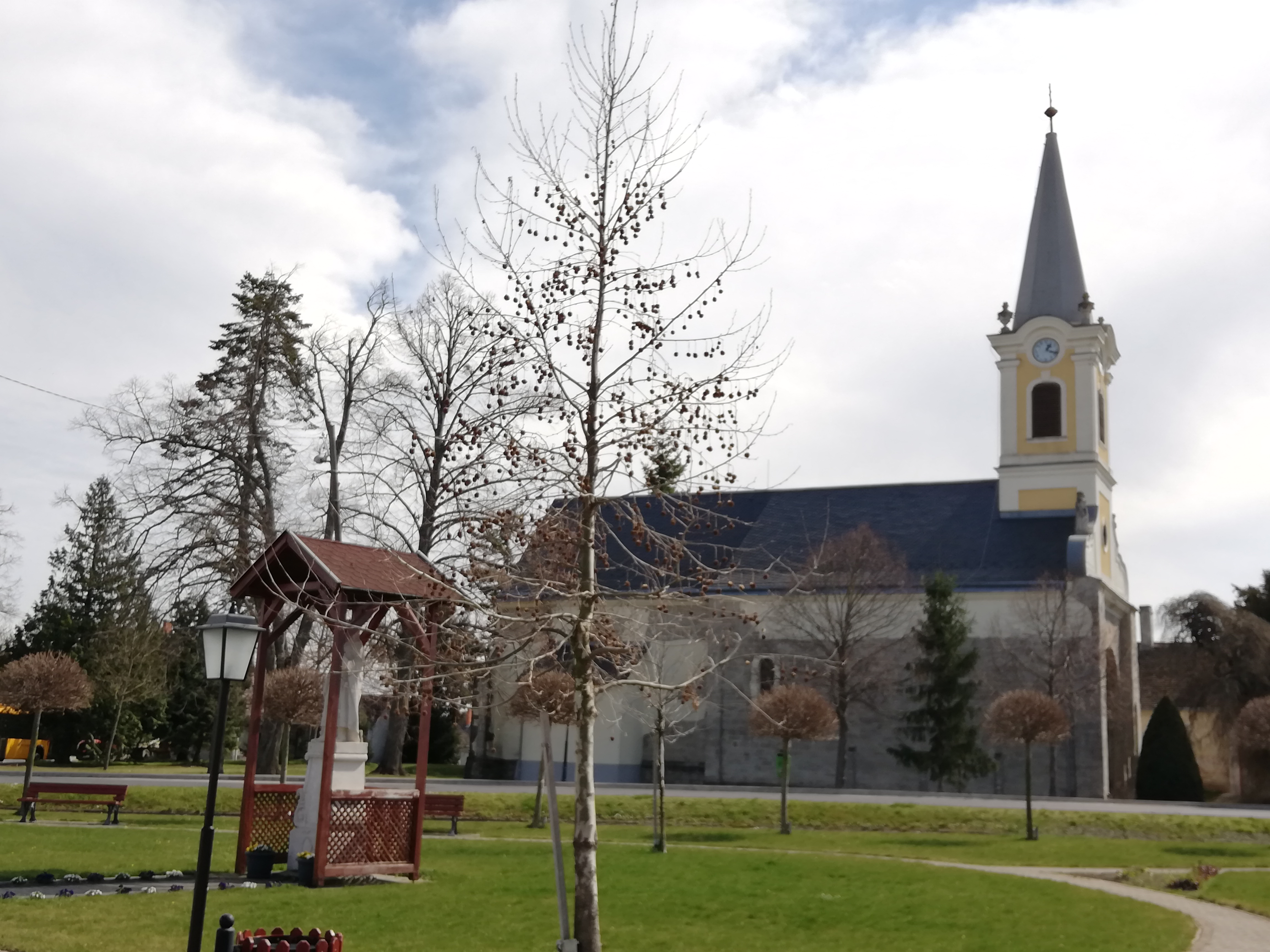
Főtér
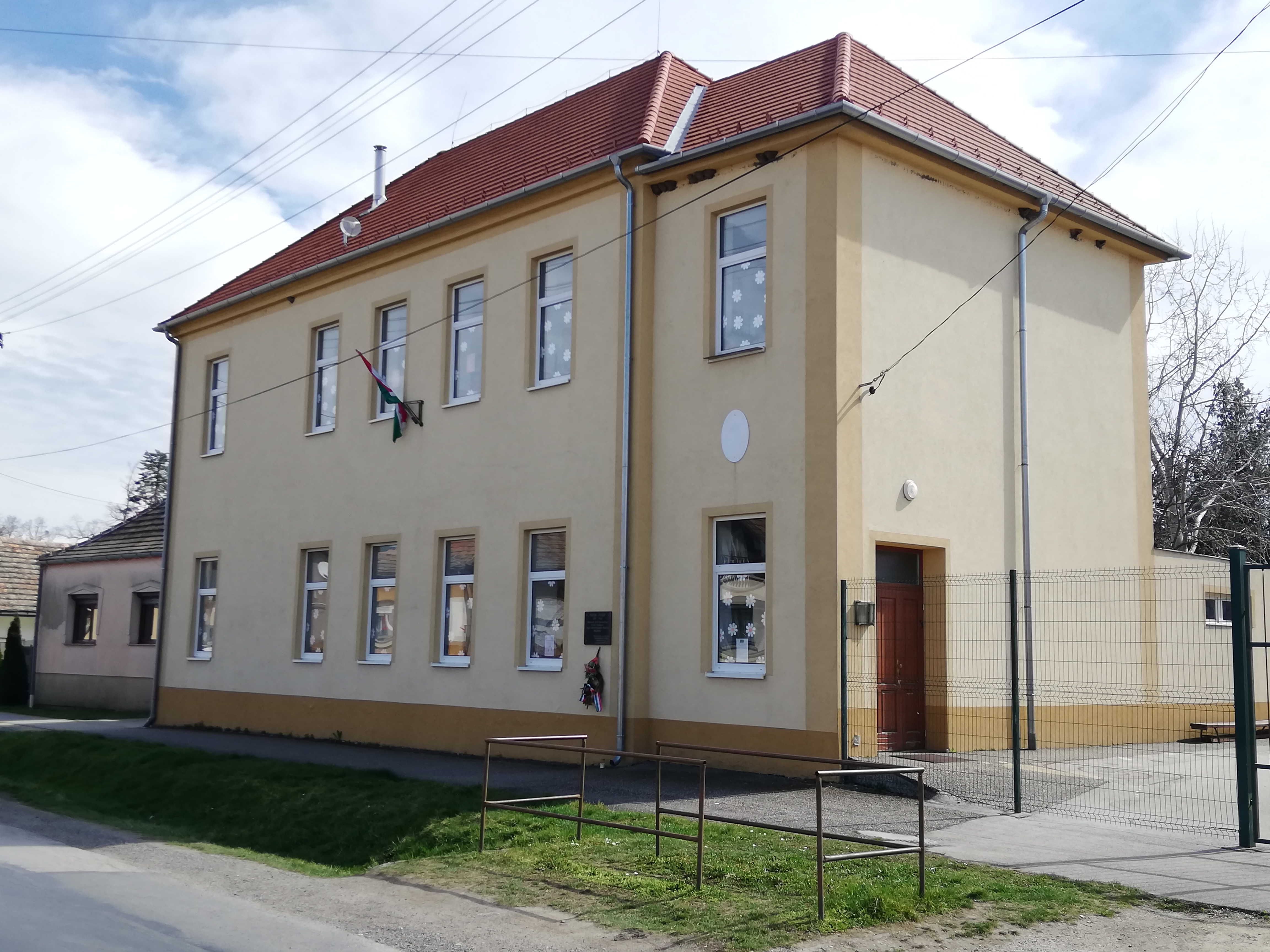
Az iskola
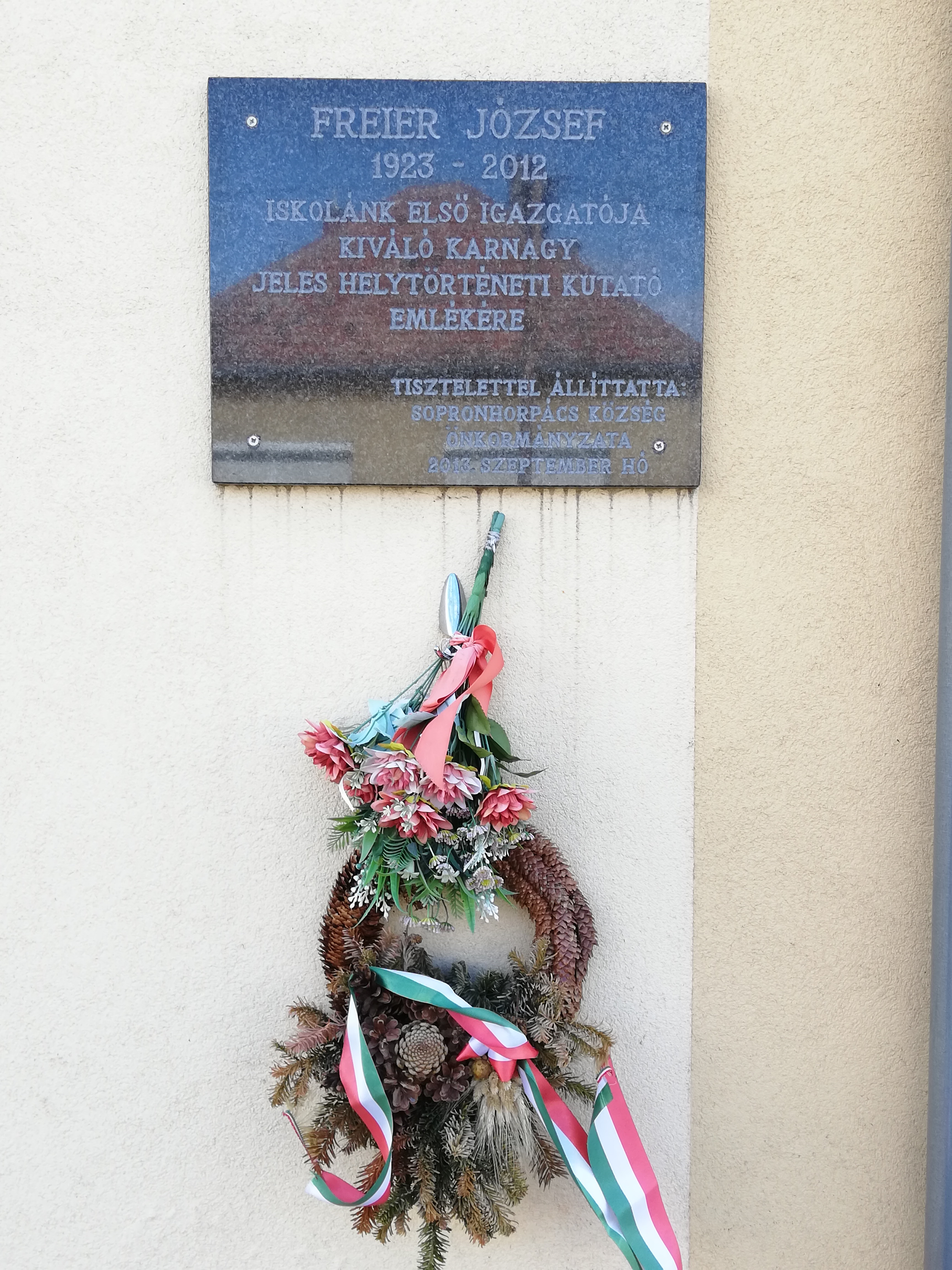
Freier József iskolaigazgató, karnagy, helytörténeti kutató emléktáblája
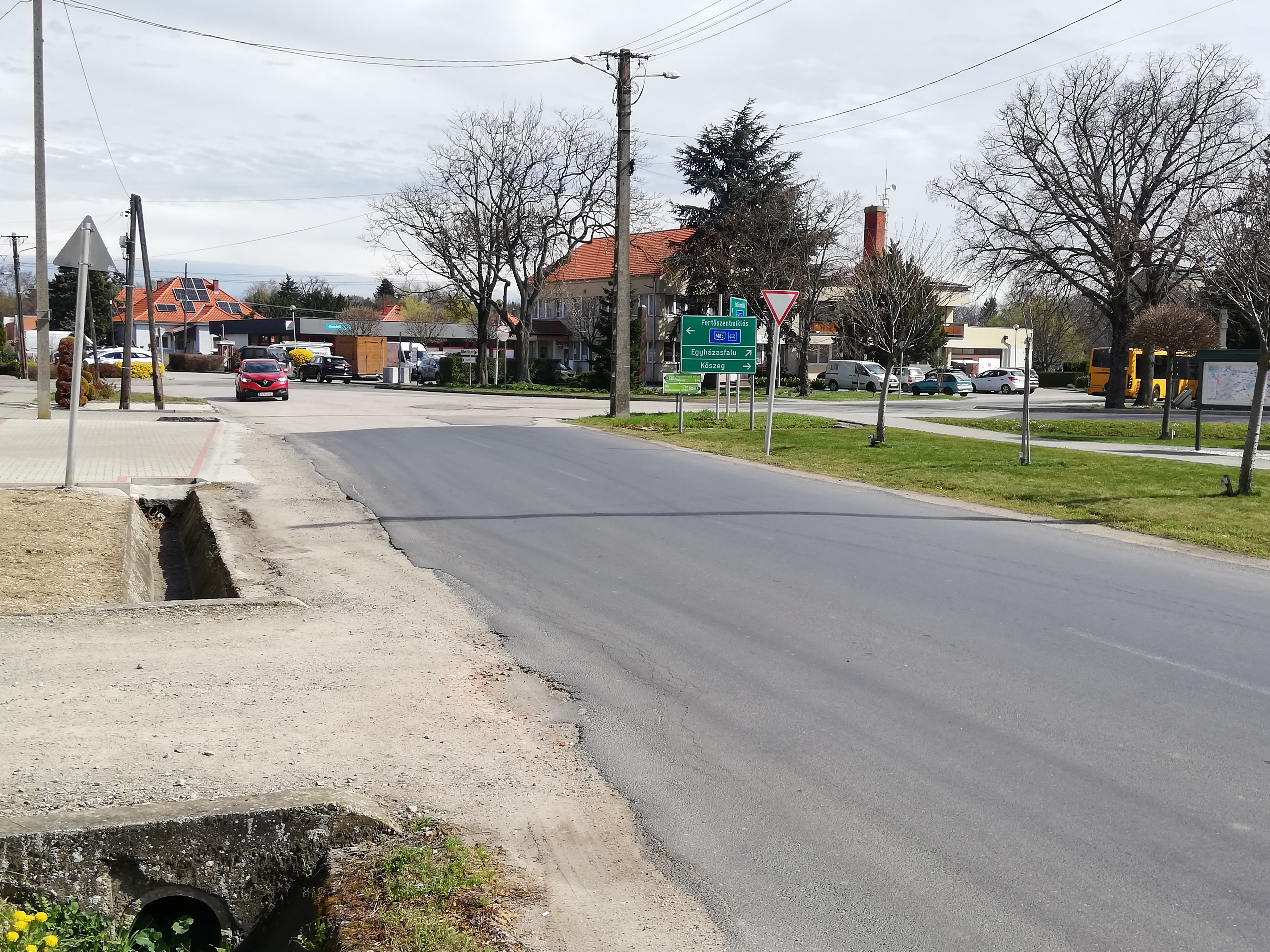
A 8626-os és 8627-es utak keresztezése a központban, az undi irány (nyugat) felől nézve
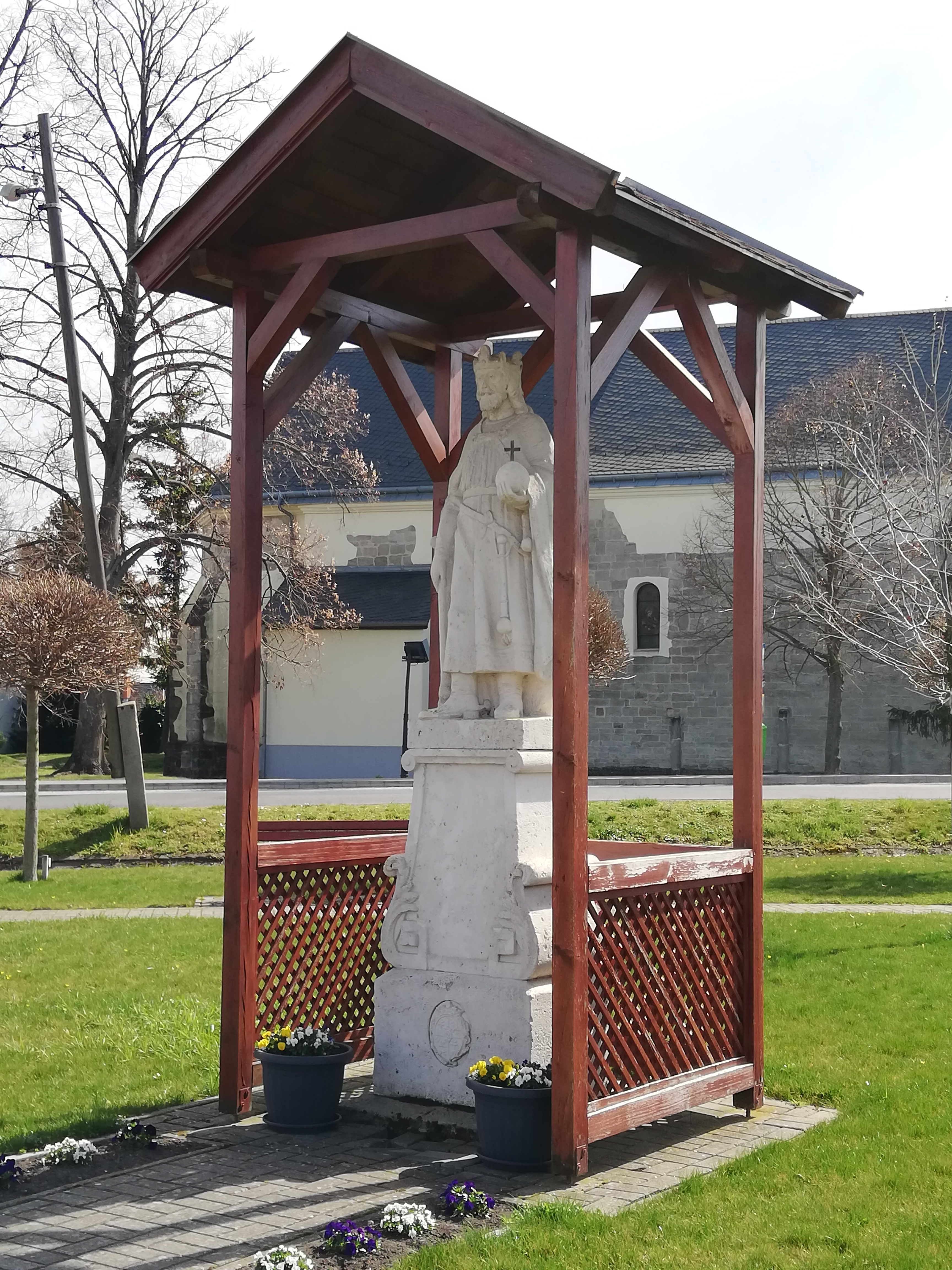
László király szobra
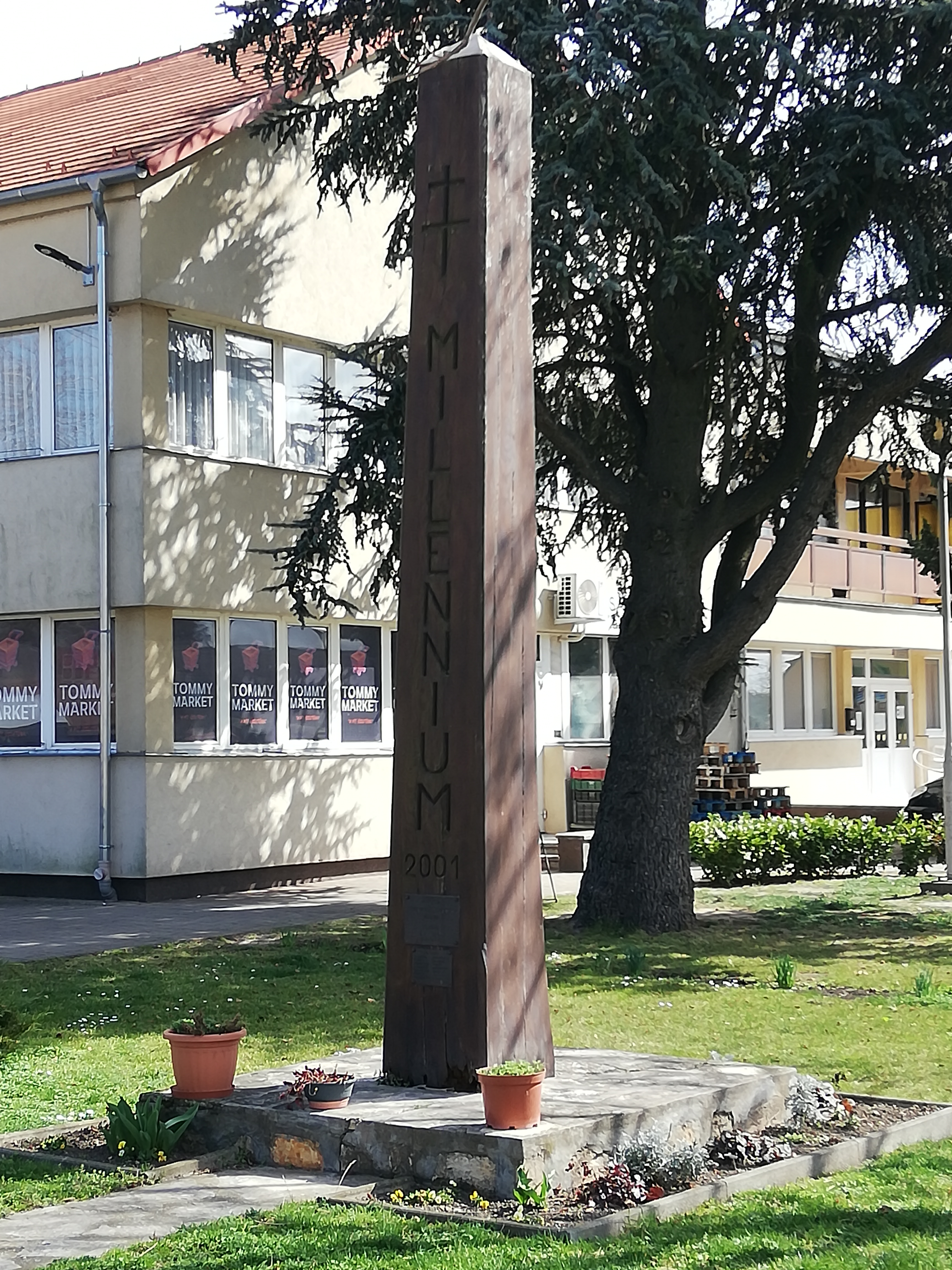
Millenniumi emlékoszlop
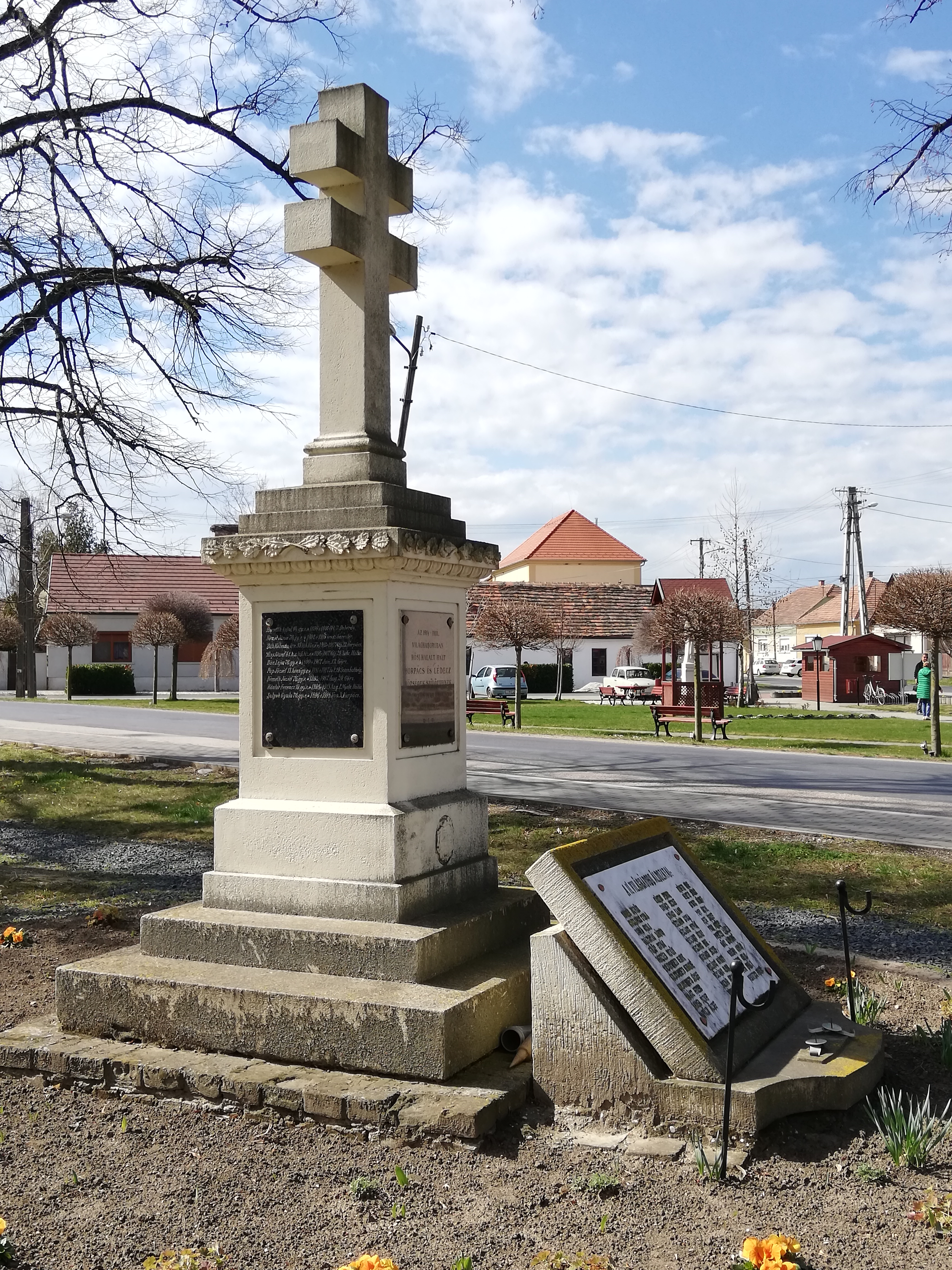
A község hősi emlékműve
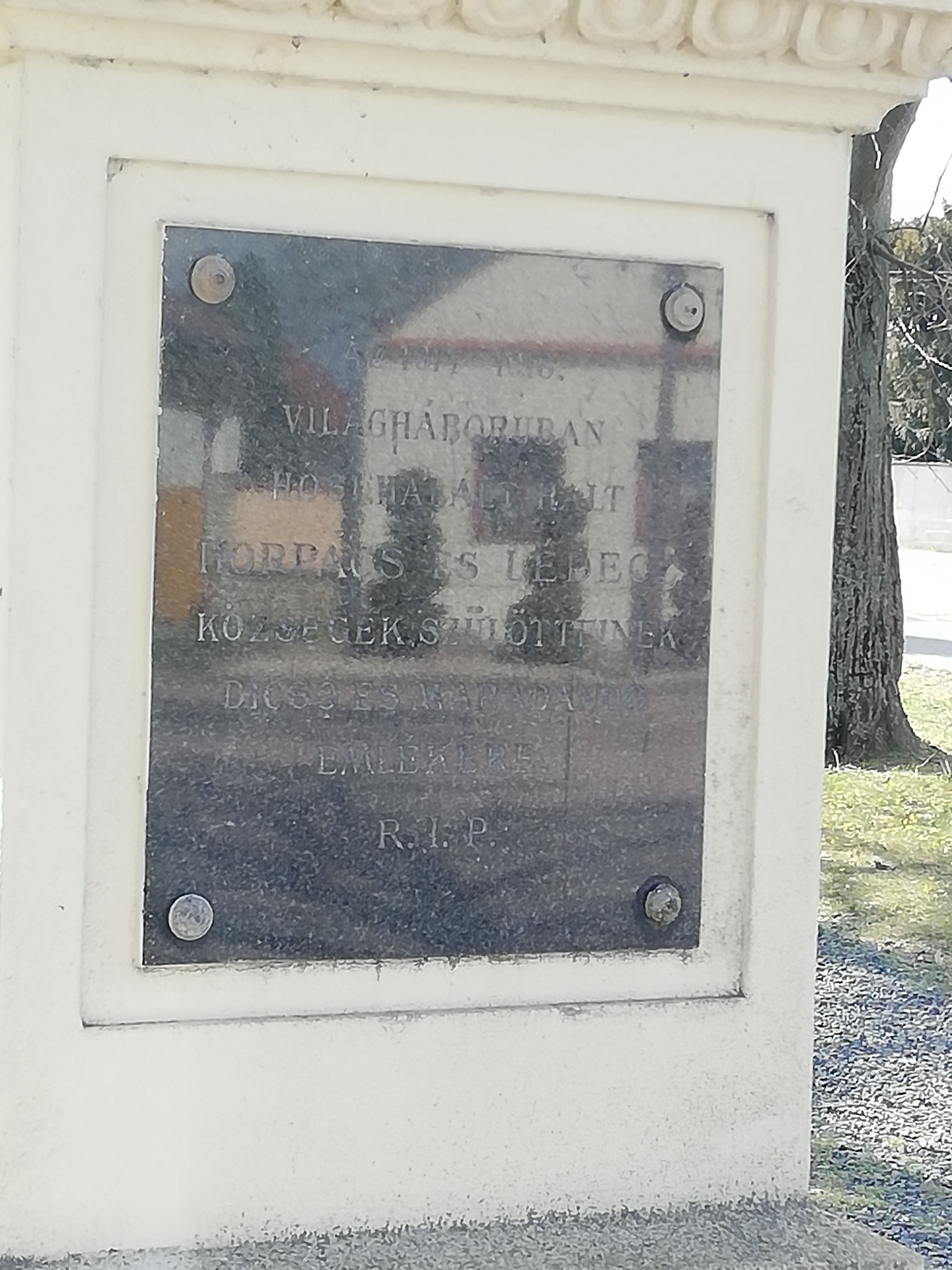
A hősi emlékmű fő táblája
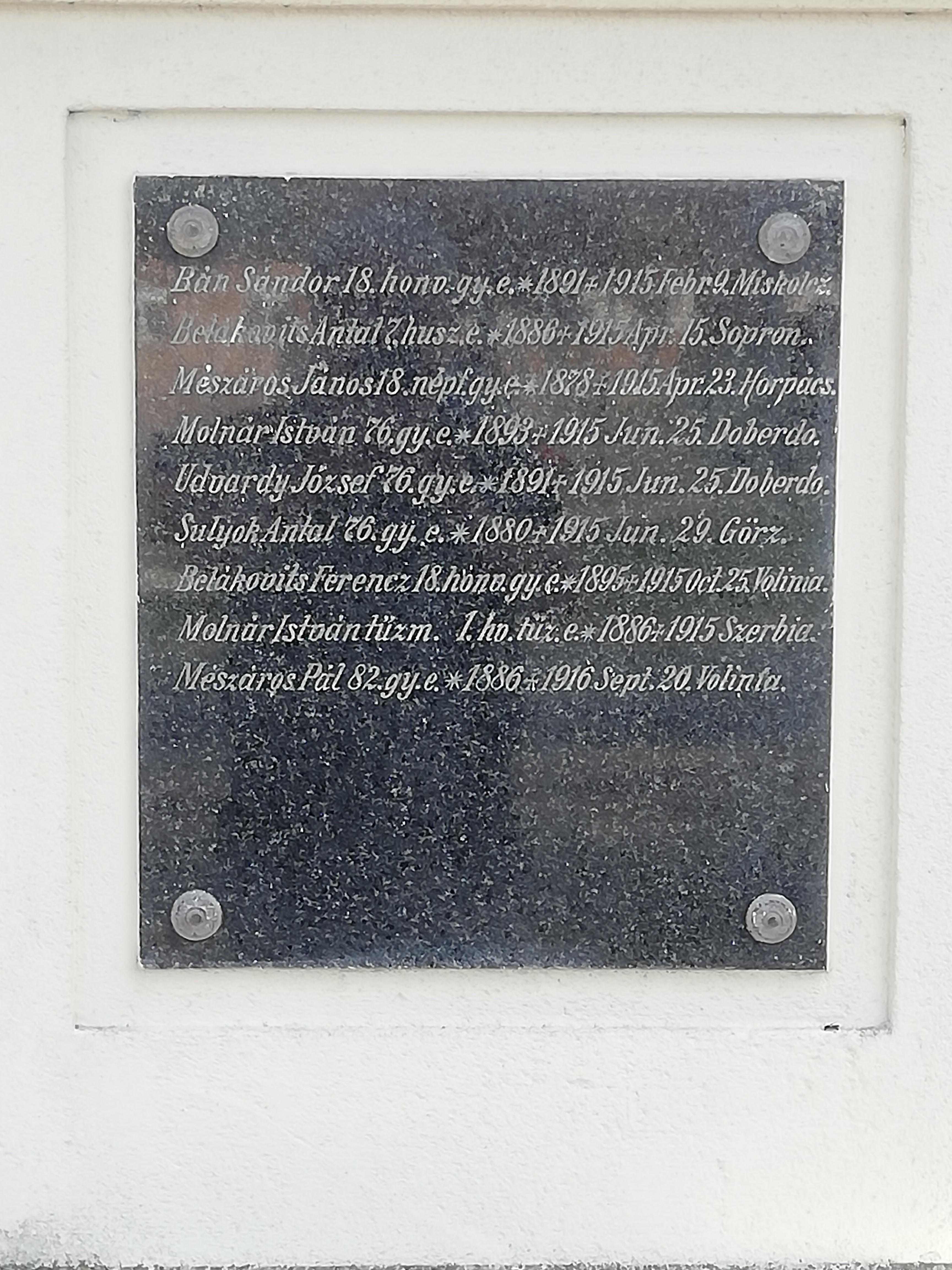
I. világháborús áldozatok (1914-1916)
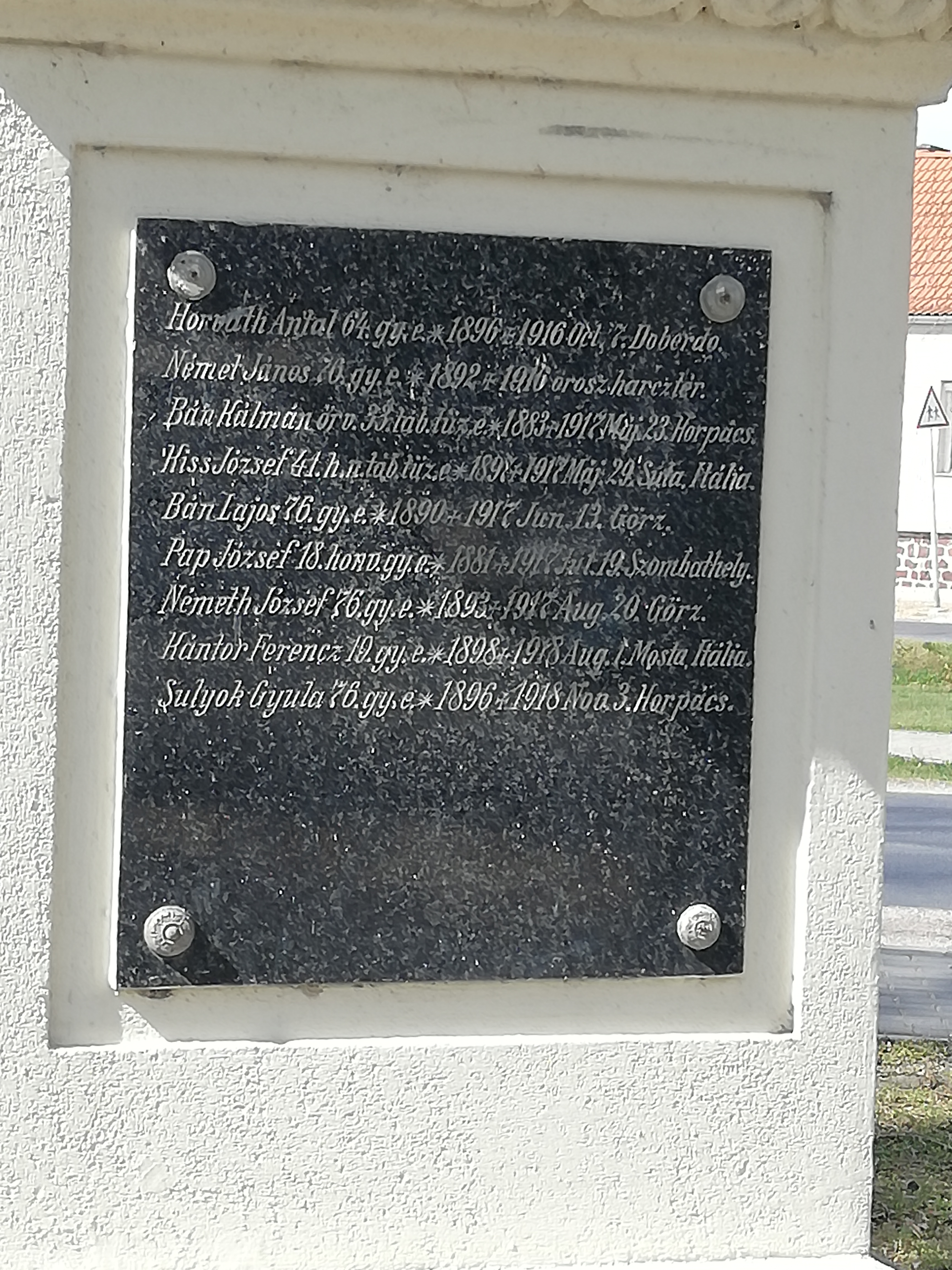
I. világháborús áldozatok (1916-1918)
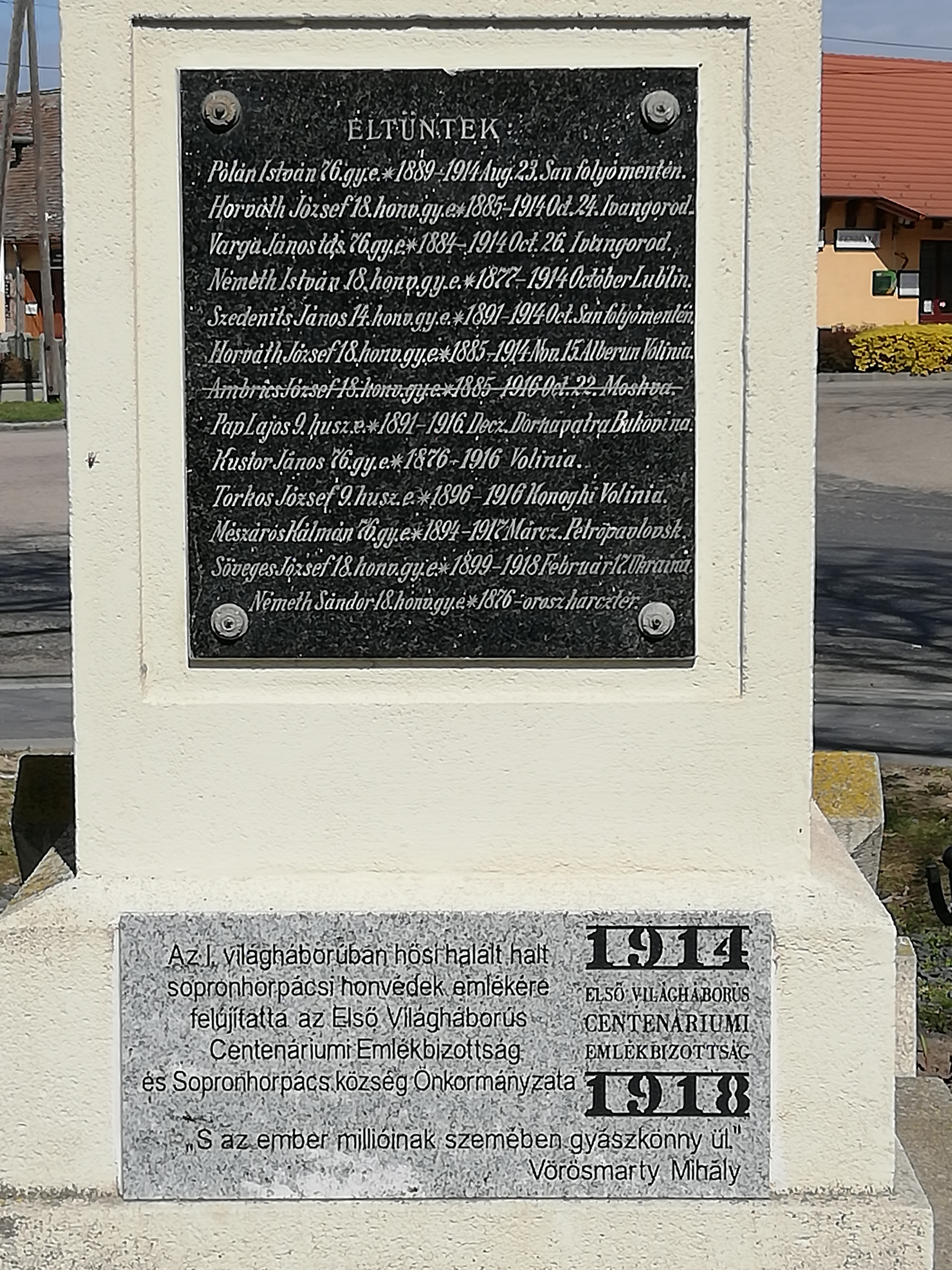
I. világháborús eltűntek
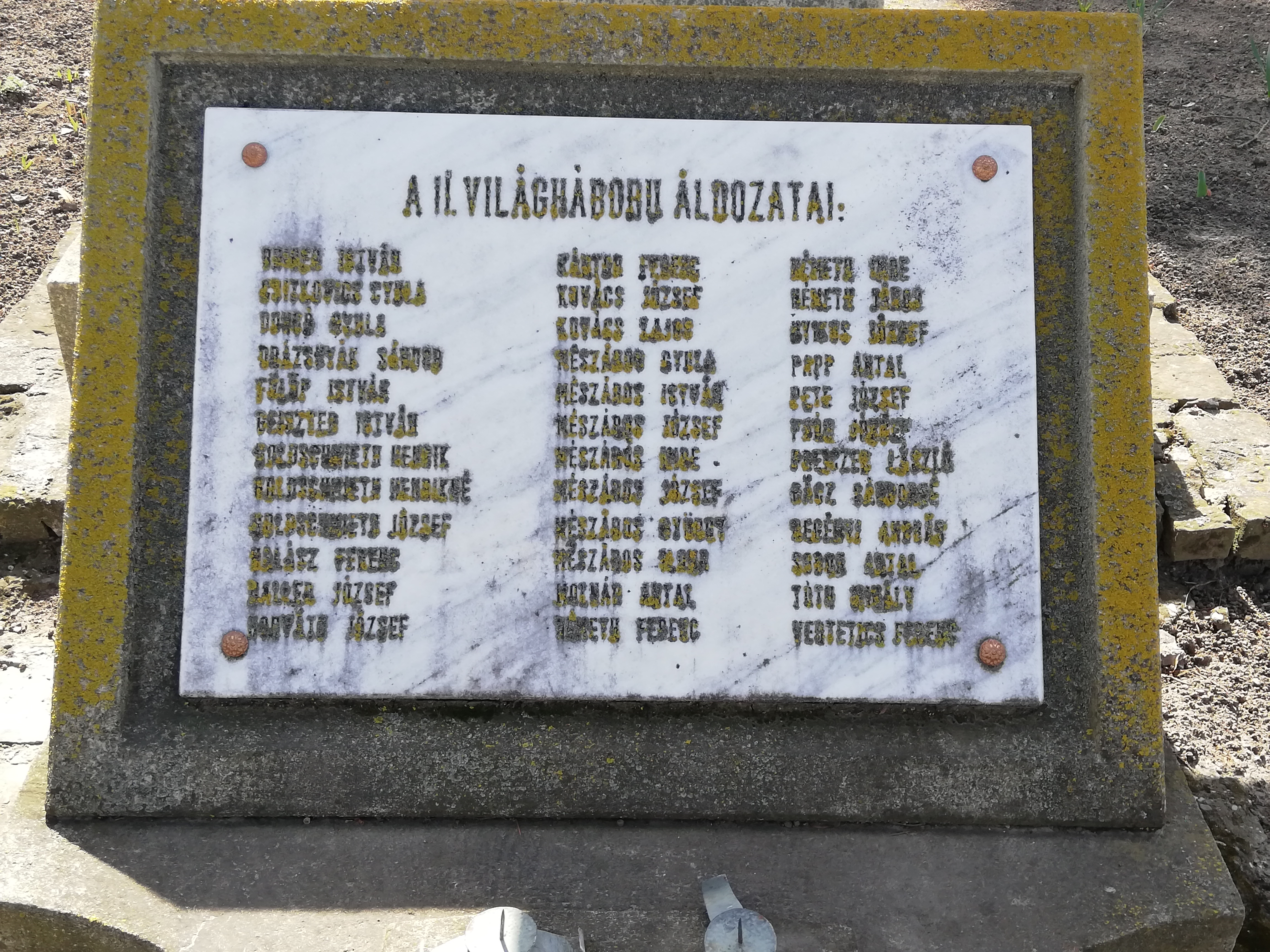
A II. világháborús áldozatok névsora
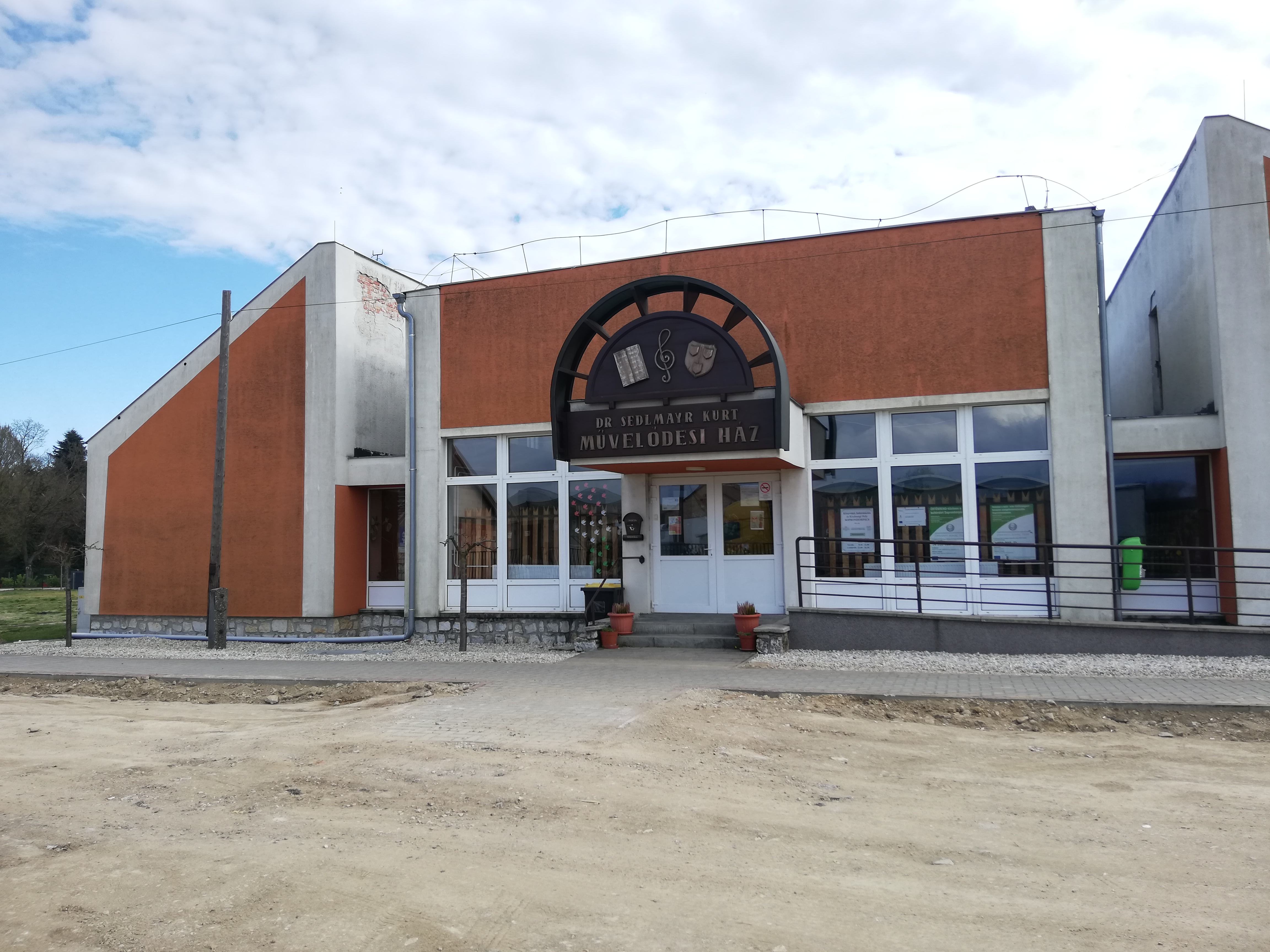
A művelődési ház dr. Sedlmayr Kurt nevét viseli
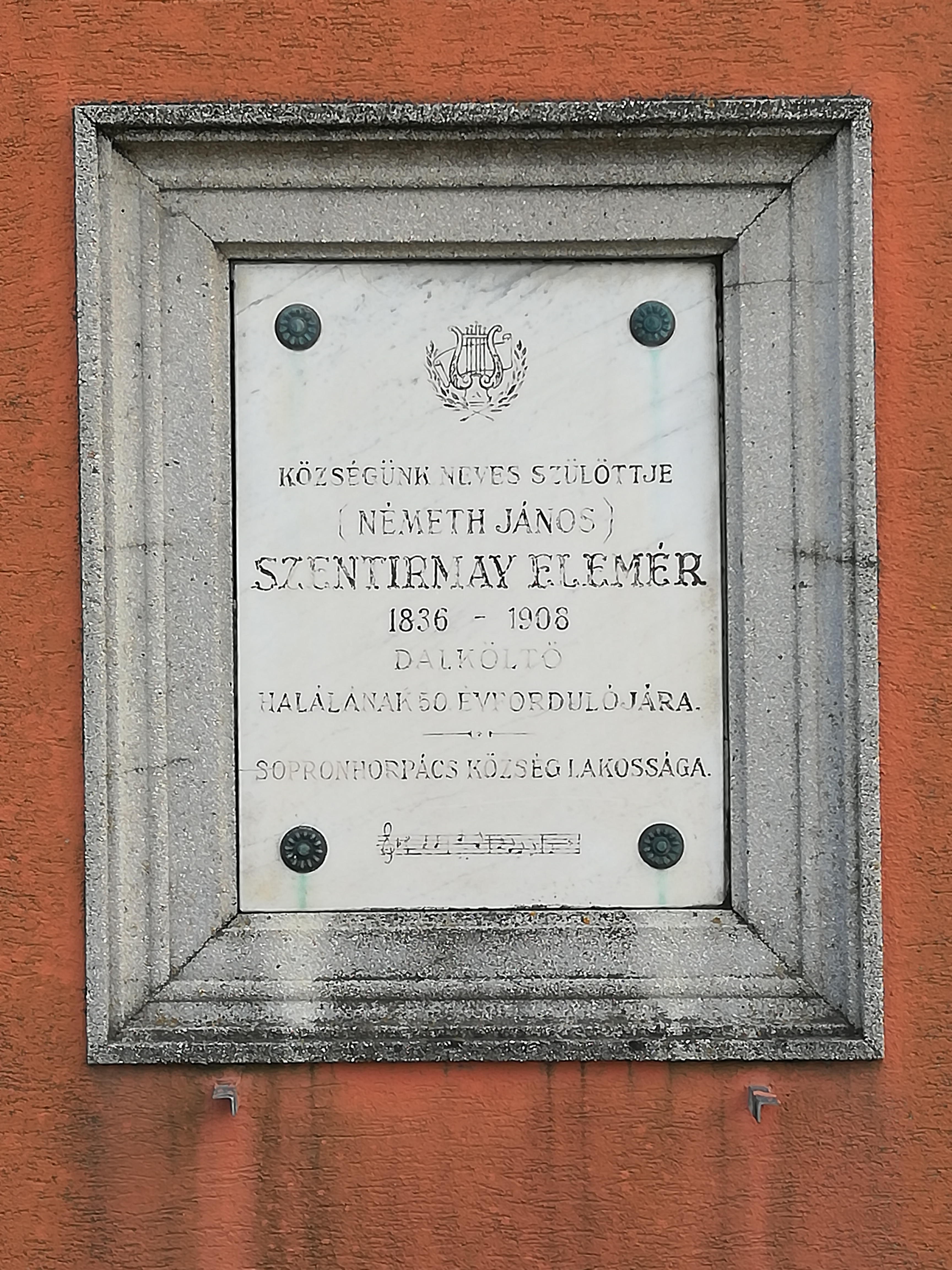
Szentirmay Elemér emléktáblája a kultúrház falán
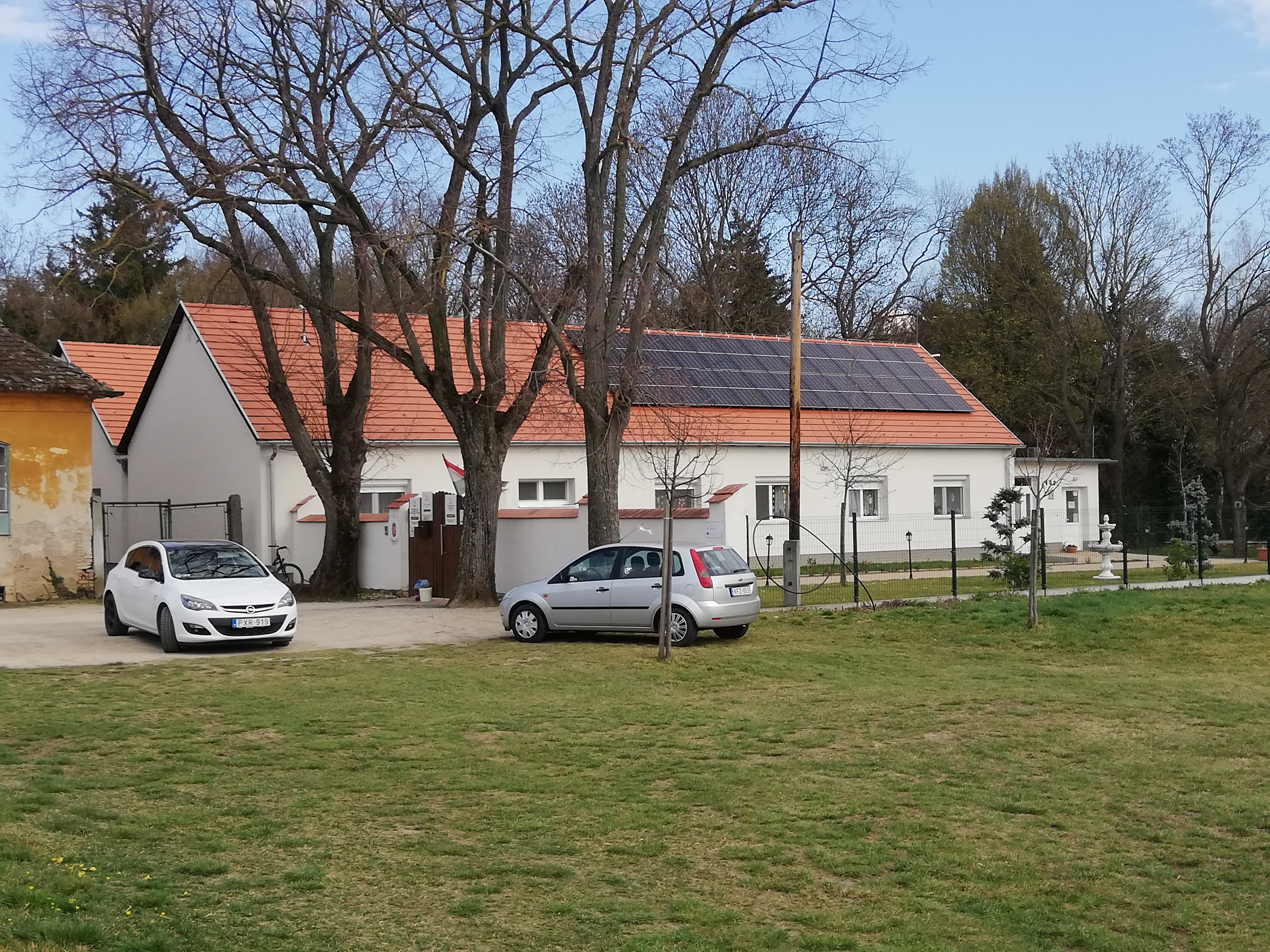
Óvoda
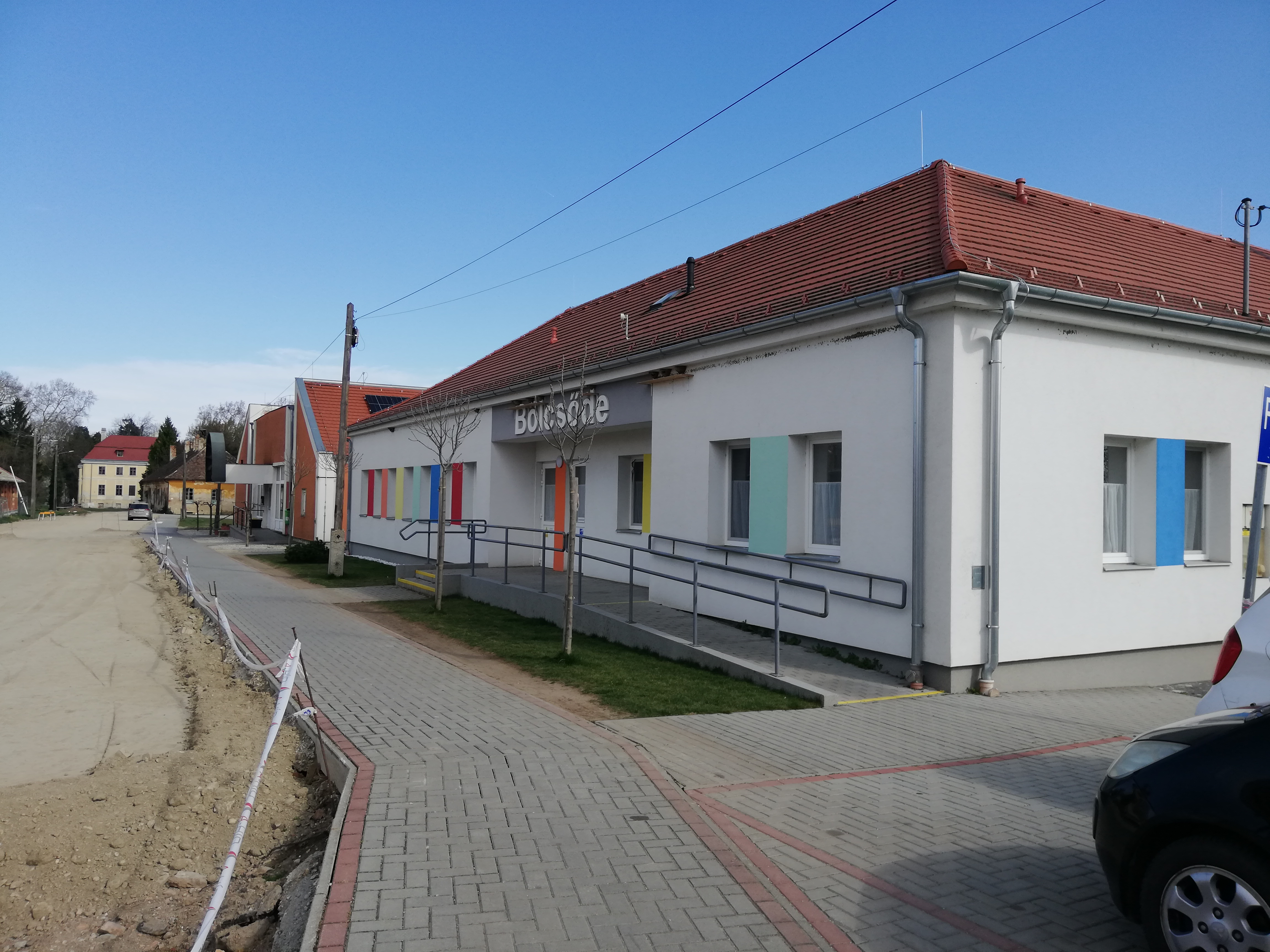
Bölcsőde
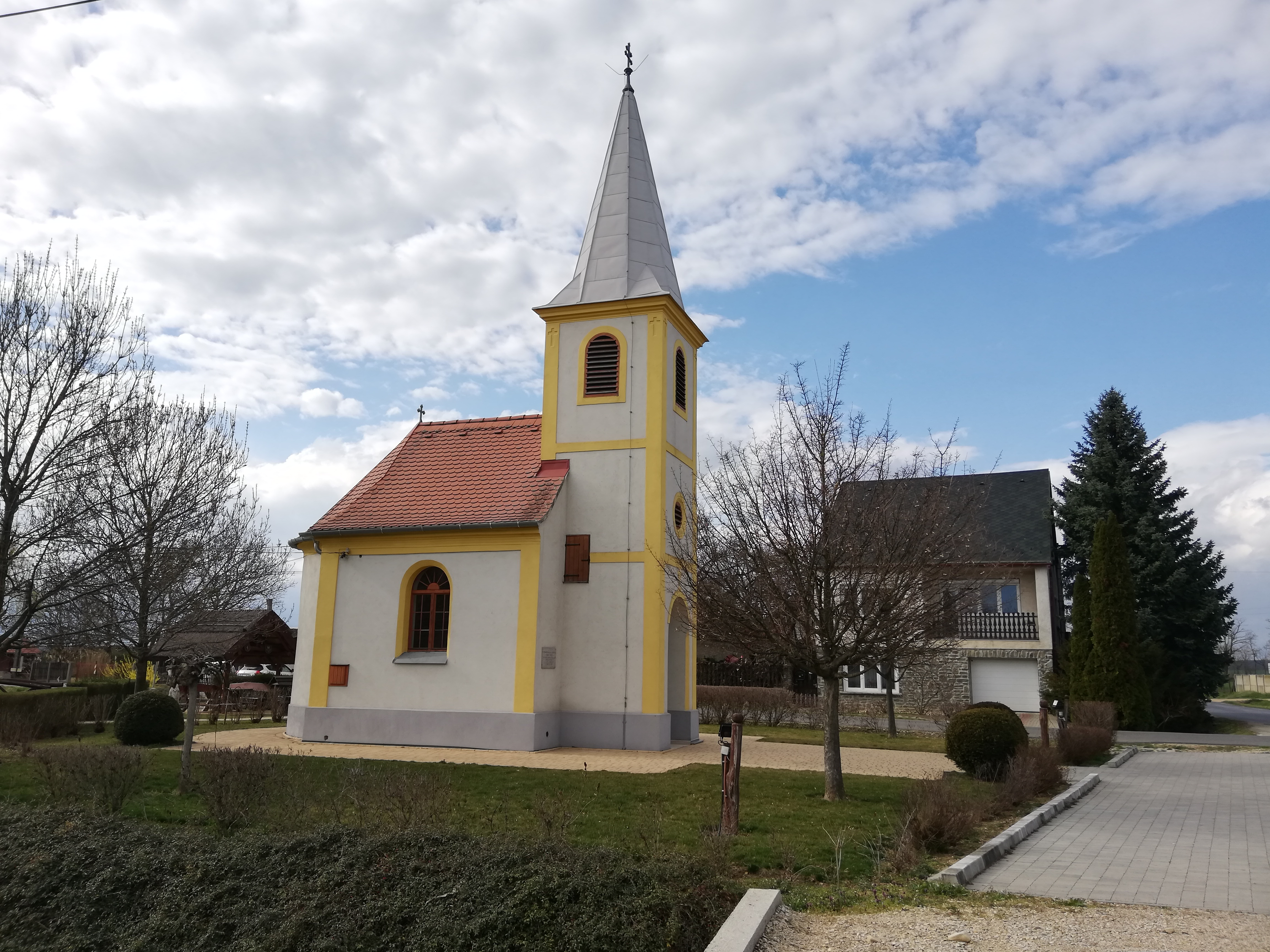
Kislédec kápolnája
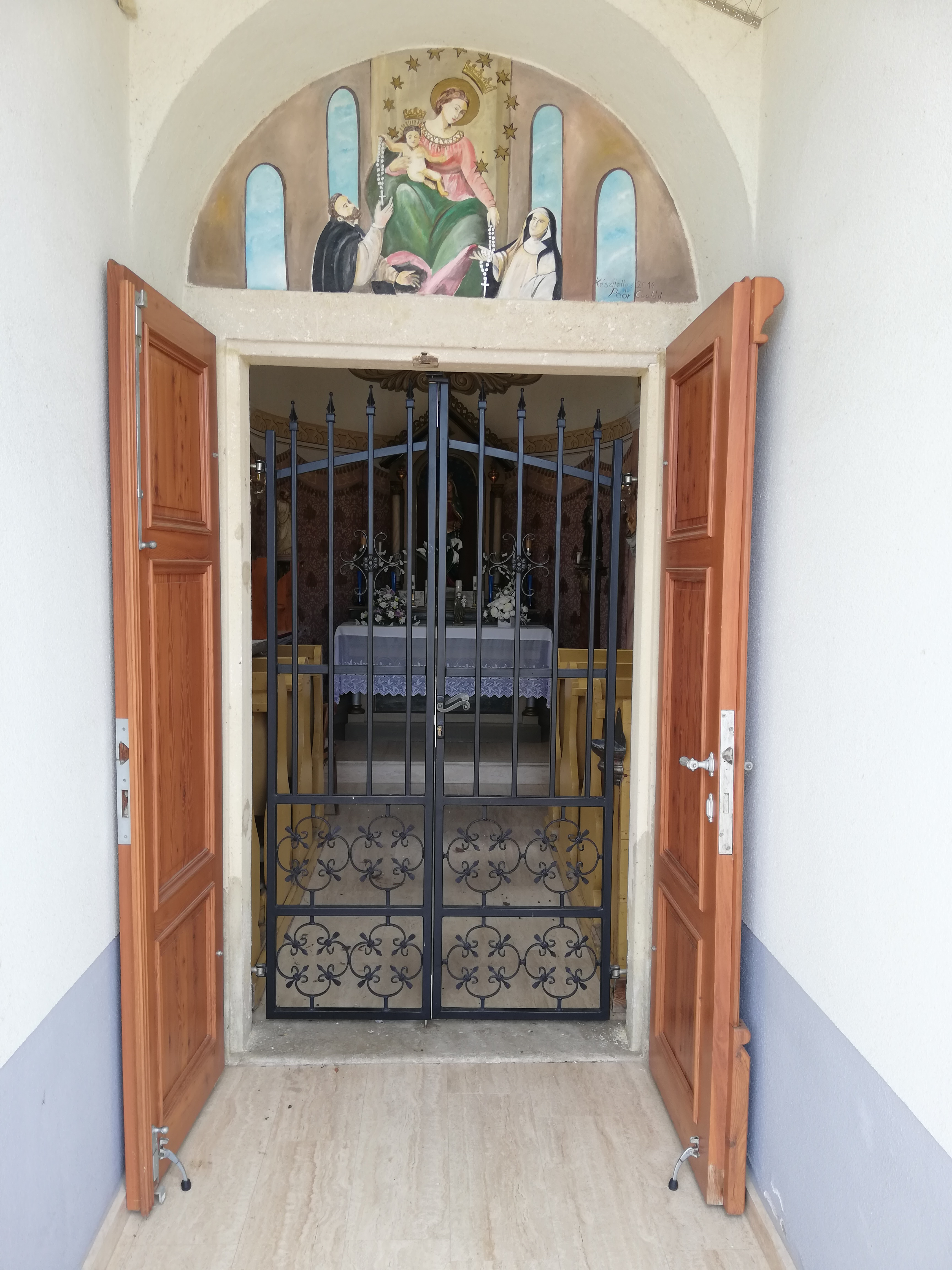
A kislédeci kápolna bejárata…
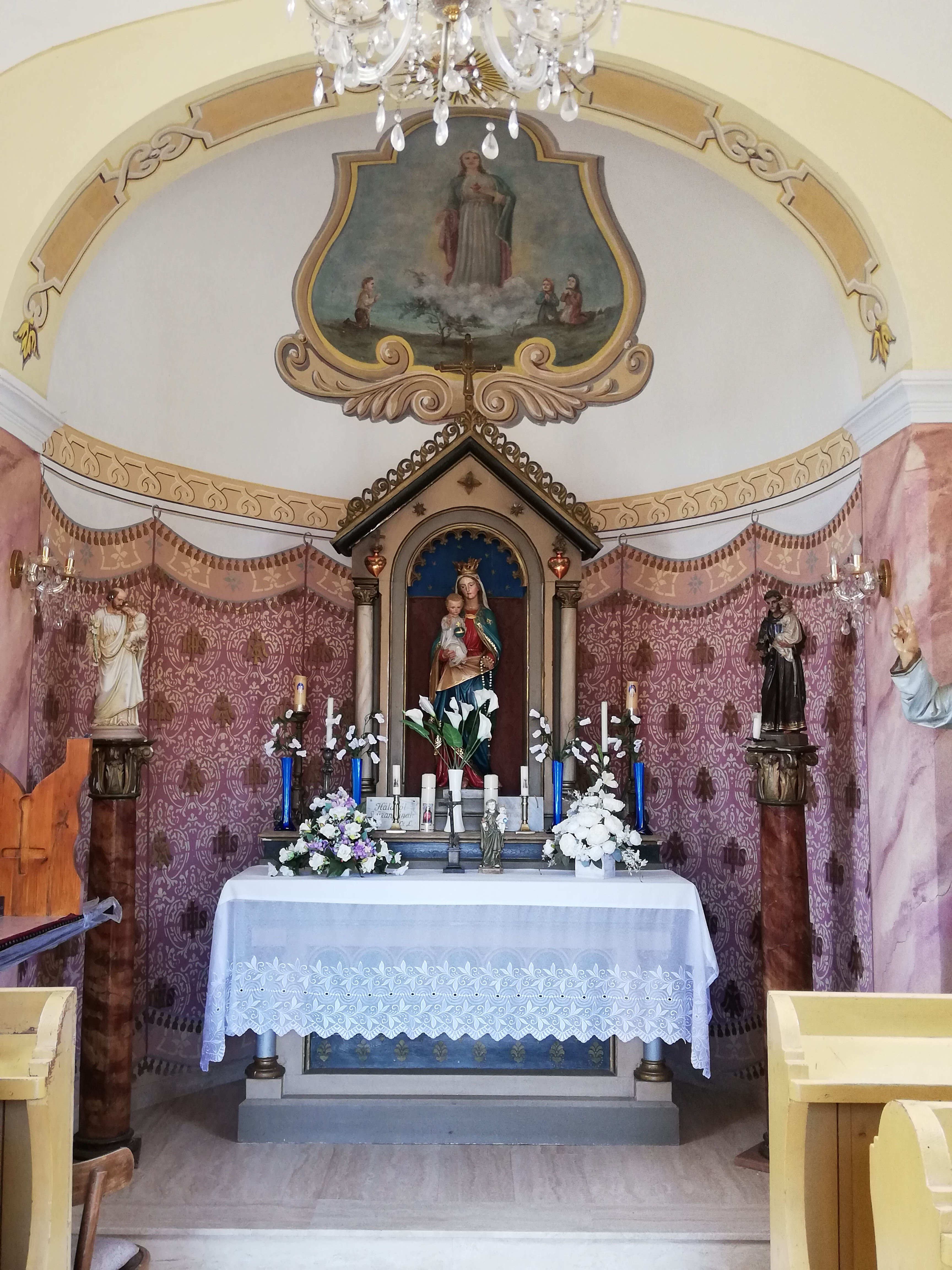
…és belső tere
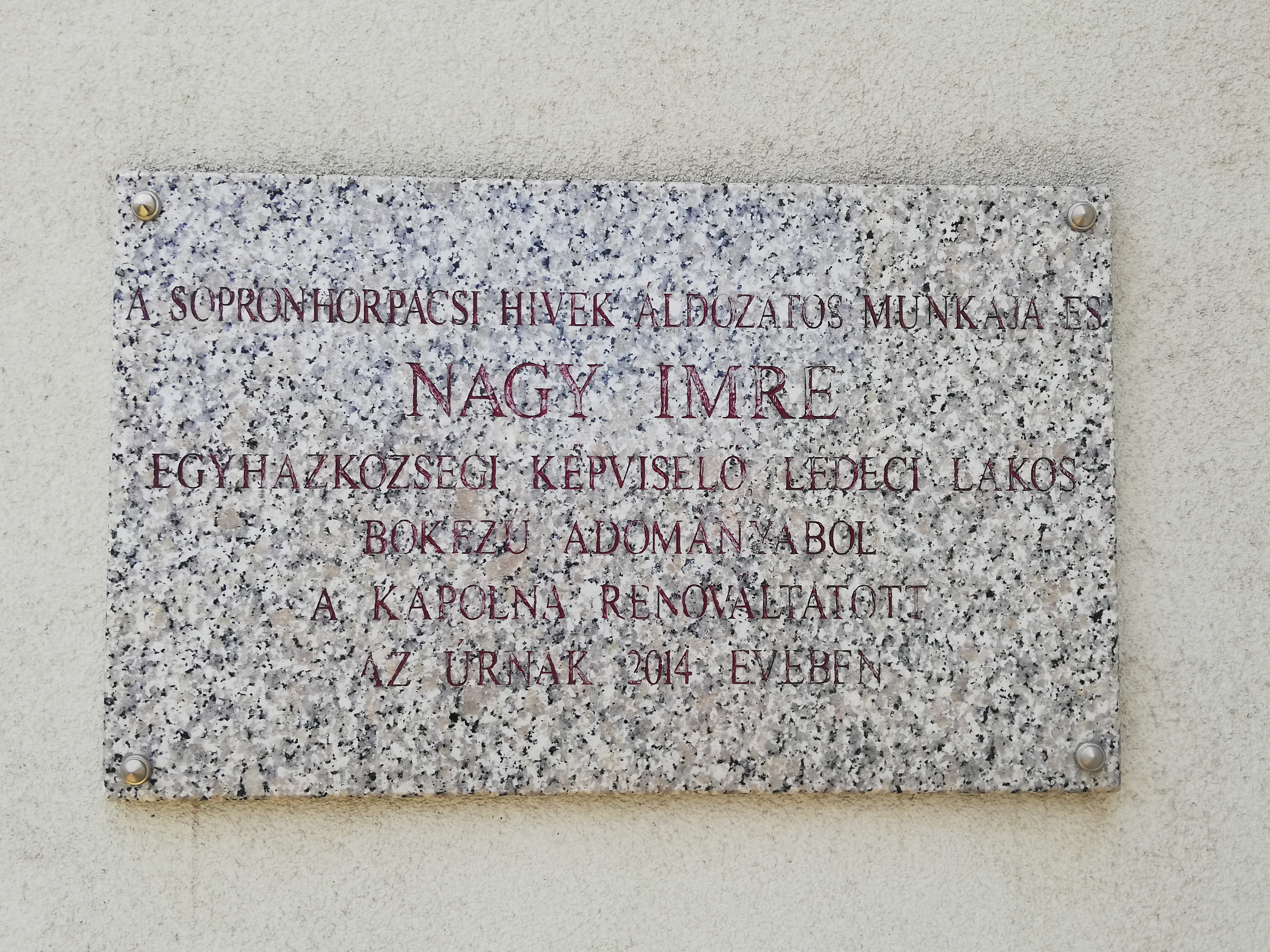
A 2014-es helyreállítás emléktáblája
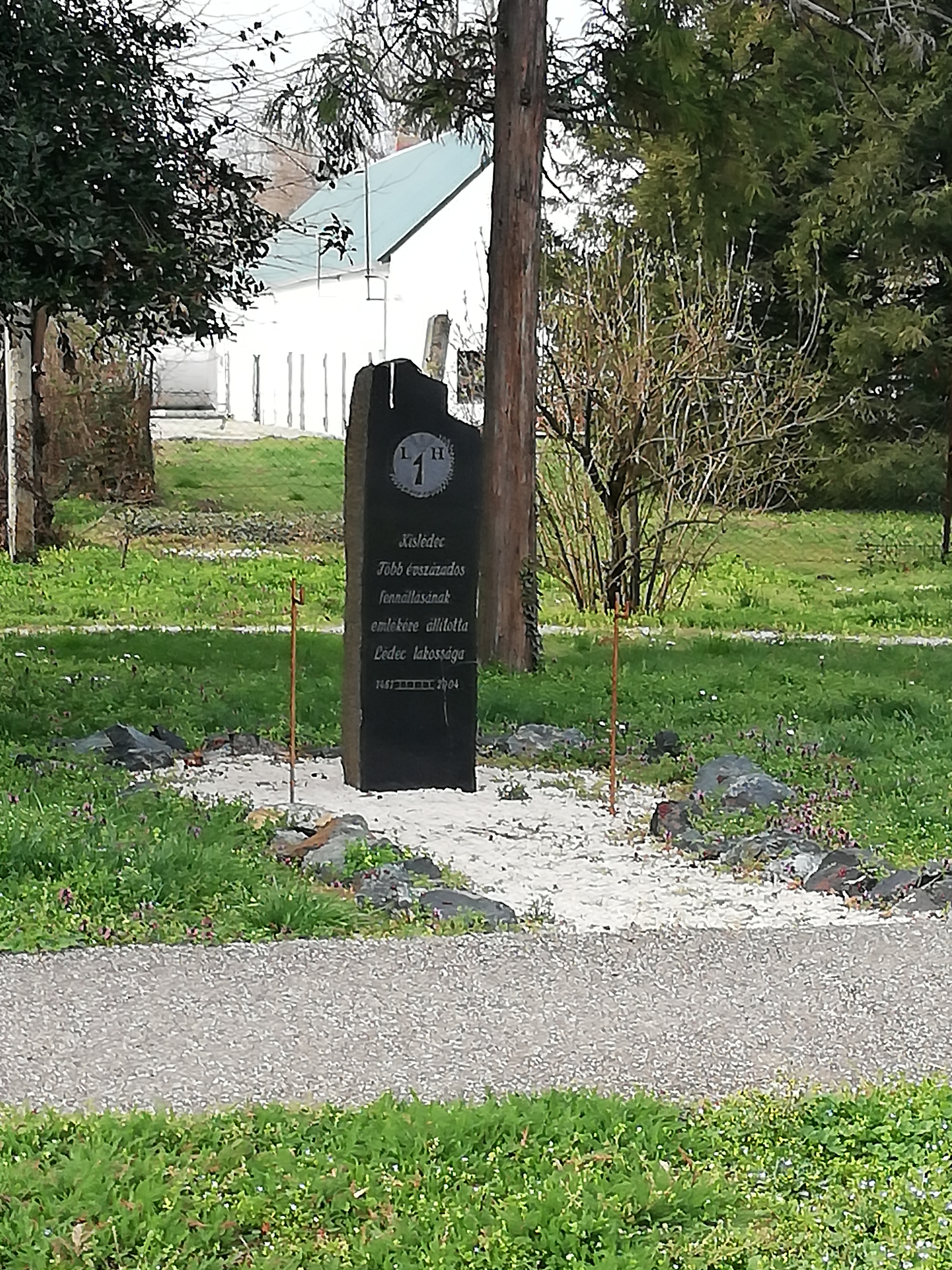
Kislédec emlékoszlopa
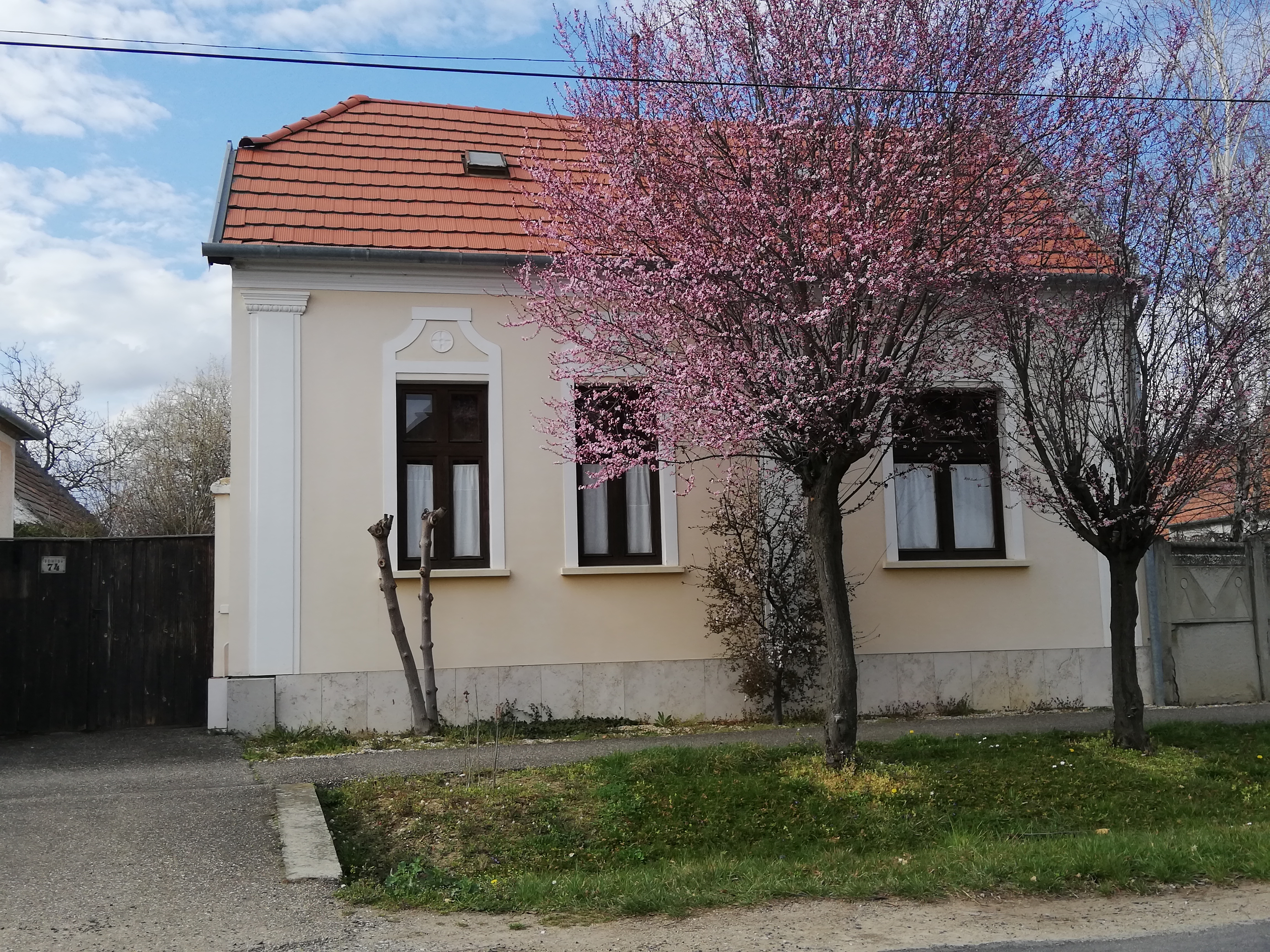
Takaros népi lakóház Kislédecen